# Kronologija ustaških zločina 1941.
Nezavisna Država Hrvatska (1941. – 1945.) proglašena je 10. travnja 1941. nakon ulaska njemačkih okupacijskih trupa u Zagreb u sklopu Drugog svjetskog rata. Tijekom prve godine postojanja NDH počinjeni su neki od najmasovnijih zločina ustaša nad srpskim, židovskim i romskim civilima i komunistima, među kojima je najviše bilo pripadnika hrvatskoga naroda.
Ideologija ustaškog pokreta bila je temeljena na rasističkoj i ekstremno nacionalističkoj politici, po uzoru na fašističke pokrete u Europi, osobito one najutjecajnije - u Italiji i Njemačkoj, na temelju čega ovaj pokret ubrajamo među fašističke pokrete. Osnovna tendencija ustaške politike ticala se stvaranja etnički homogenog prostora u kome neće biti mjesta za pripadnike srpskog, židovskog i romskog naroda, kao i za političke neistomišljenike, osobito kada je riječ o komunistima. Ovakva politika rezultirala je masovnim uništavanjem srpskog, židovskog i romskog stanovništva, kao i političkih protivnika bez obzira na etničko podrijetlo. Ovakva praksa bila je karakteristična za sve dijelove NDH.

## Pozadina
Prvi masovni zločini Nezavisne Države Hrvatske i ustaškog pokreta javljaju se već u drugoj polovici travnja 1941. Zločini ustaškog pokreta i NDH traju do okončanja Drugog svjetskog rata.
Izbijanjem partizanskog ustanka u Hrvatskoj i Bosni i Hercegovini smanjen je intenzitet ustaških zločina u pojedinim regijama na području NDH. Ovo je posebno izraženo u Istočnoj Hercegovini, Lici, Kordunu i Bosanskoj krajini, gdje od druge polovice kolovoza 1941, zbog izbijanja ustanka, ustaški pohodi sve manje rezultiraju pokoljima, a ujedno gube na intenzitetu. Boljom organizacijom partizanskog pokreta i masovnijim priljevom boraca omogućeni su aktivniji otpor fašističkim formacijama i stvaranje slobodnog teritorija. Unatoč smanjenom intenzitetu nakon uspostave partizanskog pokreta krajem 1941., zločini su nastavljeni, a 1942. godina također je bila obilježena brojnim zločinima.
Od kraja travnja do početka lipnja 1941. godine, ustaše vrše ubojstva odabranog muškog stanovništva, ali najčešće ne svih muškaraca unutar pojedinih zajednica i naselja koja su bila izložena njihovim napadima, iako je u ovom razdoblju bilo značajnih izuzetaka (Gudovac, Hrvatski Blagaj). Od početka lipnja do početka kolovoza vrše istrijebljenja svih muškaraca u okviru naselja koja bi napali, iako je u ovom razdoblju bilo primjera kolektivnog istrijebljenja čitavih obitelji i zajednica (okolina Donjeg Lapca i okolina Gackog). Od početka kolovoza ustaše vrše kolektivna istrijebljenja čitavih naselja i zajednica, bez obzira na spol i dob. Ovakva praksa većinom je spriječena stvaranjem slobodnog partizanskog teritorija u ljeto i jesen 1941. godine, ali su ustaše u ovom razdoblju nastavili deportirati čitave zajednice u logore, naročito kada je bila riječ o židovskom stanovništvu.
Boljom organizacijom partizanskog pokreta omogućen je aktivniji otpor fašističkim snagama i stvaranje slobodnog teritorija. Ustaše su sada morali angažirati velike snage kako bi prodrli u srpska naselja, nasuprot situaciji tijekom ljeta 1941. godine, kada bi im polazilo za rukom manjim snagama pohvatati velik broj stanovnika koje bi potom likvidirali. Međutim, u određenim područjima u kojima su uvjeti organiziranja antifašističke borbe bili otežani (Srijem, Slavonija) ili u onima koja su bila izložena ofenzivama ustaških i njemačkih snaga (Kozara, Kordun) zabilježeni su masovni zločini i masovne deportacije lokalnog stanovništva u logore, uz što su bile vezane iznimno velike ljudske žrtve. Također, tijekom 1942. godine zapaža se masovnije uništavanje romskog stanovništva nego prethodne godine. Ovo se odnosi na kolektivne deportacije romskih zajednica u logor Jasenovac. Isto tako, tijekom 1942. (osobito od travnja do rujna te godine) učestale su kolektivne deportacije stanovništva srpskih sela Bosanske krajine, Slavonije, Banije, Korduna i Srijema, kao i masovne deportacije iz drugih područja u logor Jasenovac. Nastavljene su i deportacije židovskog stanovništva u logore.
S početkom u drugoj polovici 1942. godine, partizanske borbene aktivnosti prenose se na područja nastanjena hrvatskim stanovništvom (sjeverozapadna Hrvatska, prethodno Dalmacija) i time su Oružane snage NDH vezane za daleko širi prostor što dovodi do smanjenja ustaških upada na područja nastanjena Srbima.

## Travanj
- 10. travnja: Prva uhićenja u Gospiću provedena su u večernjim satima, 10. travnja 1941., na dan proglašenja NDH. Prvi uhićeni bili su muškarci srpske nacionalnosti, njih 20. Tijekom travnja i svibnja 1941., u Gospiću je uhićeno nekoliko desetaka ljudi srpske nacionalnosti, uključujući nekoliko žena. Uhićenja su nastavljena i nakon 10. travnja, kada je uhićena skupina od 23 gospićkih komunista i lijevih HSS-ovaca, Hrvata. Objavljena su imena 19 uhićenika hrvatske nacionalnosti, zatočenih u ustaškom zatvoru u Gospiću iz travnja 1941., uključujući i imena pojedinih komunista iz Perušića. Uhićenici Srbi likvidirani su početkom svibnja 1941., najvjerojatnije pokraj Macoline jame. Jedan broj uhićenih Hrvata pušten je iz zatvora. Poznata je struktura izvršitelja uhićenja i počinitelja navedenih ubojstava i imena su im objavljena.[1]

- 11. travnja: Uhićenje oko 30 srpskih muškaraca u Novoj Gradiški. Uhićeni su u zatvoru u Novoj Gradiški ostali do 6. svibnja 1941, kada su prepraćeni u kaznionicu u tvrđavi Stara Gradiška. Dvojica su ubijena u zatvoru u Novoj Gradiški, prije 6. svibnja. Iz kaznionice u Staroj Gradiški 16 zatočenika pušteno je 2. srpnja 1941., pod uvjetom da se presele u Srbiju. Ostali su stradali u ustaškim logorima.[2] Prema pojedinim istraživanjima, 11. travnja 1941. u Novoj Gradiški uhićeno je 57 osoba, od čega sedmero djece i trinaest žena. Za uhićenja u Novoj Gradiški odgovoran je Mirko Eterović.[3]

- 13. travnja: Pripadnici Hrvatske seljačke zaštite opkolili su šest sela u seoskoj općini Novigrad Podravski (kotar Koprivnica) i uhitili veći broj muškaraca Srba (prema tvrdnjama svjedoka riječ je o oko 500 uhićenih). Od njih je 40 zadržano u pritvoru, a ostali su pušteni. Od 40 zadržanih osoba, rat su preživjele samo 2 osobe. Ostali su stradali tijekom ljeta 1941.[4]

- 13. – 14. travnja: Uhićenje 12 komunista Hrvata u Perušiću i sprovođenje u mjesni ustaški zatvor, gdje je istovremeno izolirano 5 muškaraca Srba. U sličnim okolnostima uhićenja su vršena i u Gornjem Kosinju i Donjem Kosinju. U Kosinju je uhićeno najmanje 8 komunista (4 hrvatske i 4 srpske nacionalnosti) i najmanje 4 muškarca srpske nacionalnosti nekomunista. Objavljeni su podaci o uhićenim osobama, poimence. Među uhićenima je bio i Dušan Brujić, član Okružnog komiteta KPJ/KPH za Liku. Uhićenici srpske nacionalnosti ubijeni su krajem travnja 1941. te bačeni u jamu Duman pokraj Ličkog Lešća.[5] Prema drugim, preciznijim, podacima, dio uhićenih Srba s područja Kosinja, koji su lišeni slobode 13. – 14. travnja 1941., ubijen je pokraj jame Duman 10. srpnja 1941.[6]

- 14. travnja: Uhićenje 12 srpskih stanovnika Topuskog, od kojih su objavljena imena njih 7. Ove su osobe stradale tijekom ljeta 1941. u logorima u Lici.[7]

- 14. – 15. travnja: Uhićenje 20 Hrvata, članova i simpatizera KPJ/KPH i lijevo naklonjenih HSS-ovaca u Pazarištu pokraj Perušića u Lici. Među uhićenima bio je i španjolski borac Mile Butorac iz Donjeg Pazarišta. Imena uhićenih su objavljena. Od 20 uhićenih ustaše su u travnju ubile četiri komunista u blizini sela Klanca. Među ubijenima bili su španjolski borac, Mile Butorac, i predsjednik seoske općine Pazarište, Vicko Milinković. Većina uhićenih puštena je nakon određenog vremena, ali su mnogi od njih ponovno uhićeni u drugoj polovici svibnja 1941.[8][9]

- 15. travnja: Formiran je prvi ustaški logor, logor Danica, u Koprivnici. Prvi zatočenici su u logoru izolirani između 18. i 24. travnja 1941. Riječ je o manjoj grupi lokalnih stanovnika srpske, hrvatske i židovske nacionalnosti, uhićenih u Koprivnici i okolici. Prvi upravnik logora bio je koprivnički ustaša - emigrant Martin Nemec. Već 4. svibnja, u logoru je bilo 763 logoraša, a 18. svibnja, 1007, 30. lipnja, 2175, a 15. srpnja, 2656 logoraša. U drugoj polovici srpnja 1941. dolazi do prebacivanja logoraša iz logora Danica u ustaške logore u Lici (Gospić, Jadovno), tako da je do kraja srpnja iz logora Danica za Gospić upućeno 1960 logoraša, dok ih je 76 oslobođeno.[10][11]

- Sredinom travnja: Uhićenje 2 osobe hrvatske i 2 osobe srpske nacionalnosti u Dugoj Resi. Prema izvorima iz NDH, jedan od uhićenih, radnik Josip Juran, ubijen je 16. travnja 1941. Ostali su sprovedeni u ustaške zatvore i logore odakle se nisu vratili.[12]

- 17. travnja: Prvi poznati masovni zločin ustaša nad srpskim stanovništvom u NDH, na temelju do sada poznatih povijesnih izvora, dogodio se u blizini Starog Petrovog Sela, na području kotara Nova Gradiška, 17. travnja 1941. Riječ je o ubojstvu oko 25 srpskih stanovnika sela Stari Slatinik i Brodski Stupnik s područja kotara Slavonski Brod (sela se nalaze između Nove Gradiške i Slavonskog Broda i bila su etnički mješovita, ali većinski naseljena hrvatskim stanovništvom). Ustaše su u ovim selima sredinom travnja uhitile oko 30 srpskih stanovnika i 17. travnja 1941. provele su ih prema Novoj Gradiški, ali su na putu prema gradiškom zatvoru odlučili izvrše strijeljanje uhićenika u blizini Starog Petrovog Sela. Od oko 30 uhićenika strijeljano je oko 25, dok se za petoricu vjeruje da su uspjeli pobjeći.[13][14]

- 18. travnja: Ubojstvo 39 muškaraca srpske nacionalnosti i jednog muškarca hrvatske nacionalnosti na području kotara Slavonska Požega. Iz grada Slavonske Požege odvedena su i ubijena dvojica muškaraca, jedan srpski, a drugi hrvatske nacionalnosti. Ubojstva odraslih muškaraca vršena su u nekoliko sela u Požeškoj kotlini. U Amatovci je zabilježeno ubojstvo 5 lica, u Bogdašiće 3, u Kruševu 2, u Mijaca 2, u Mihajlije 5, u Sažije 4, u Kamenskoj Šeovica 7, u Ratkovici 6, u Gradskim Vrhovcu 3, u Vučijaku Čečavske jednog lica. Istog dana u selu Striježevica uhićena su dva muškarca srpske nacionalnosti koji su transportirani u logor Danica, gdje su ubijeni nepoznatog datuma. Objavljeni su poimenični podaci o stradalima.[15]

- 19. travnja: Osnovan ustaški logor u Kerestincu. Prvih dana postojanja logora u Kerestinec su deportirani uglavnom Židovi i Srbi. Prvi komunisti zatočeni u logoru bili su lica koja su novouspostavljenim ustaškim vlastima predali organi Banovine Hrvatske. Procjenjuje se da je tijekom svibnja u logoru bilo zatočeno oko 300 osoba, od čega je komunista bilo oko 50. Početkom srpnja u logoru je bilo oko 100 komunista. Većina srpskih i židovskih zatočenika premještena je tijekom svibnja i lipnja u logor Danica te u logore u Lici, dok je većina komunista ubijena tijekom srpnja 1941.[16]

- 20. – 21. travnja: Nekoliko stotina mađarskih vojnika i 25 ustaša izvršili su opkoljavanje i pretres sela Silaš, dobrovoljačkog naselja između Osijeka i Vukovara. U selu su uhićena 24 muškarca. Također, manja uhićenja su izvršena i u susjednim selima : Ada (tri muškarca) i Palača (dva muškarca). Sutradan, 21. travnja, u blizini Laslova, strijeljano je devet stanovnika Silaša, dva stanovnika Palače i tri stanovnika Ade. Među ubijenima 11 je bilo srpske nacionalnosti, jedan hrvatske nacionalnosti i jedna osoba nepoznate nacionalnosti. Publicirani su poimenični podaci o stradalima.[17]

- 20. – 24. travnja: Ubojstvo 38 muškaraca srpske nacionalnosti na području kotara Slavonska Požega. Između 20. i 21. travnja, ubojstva su izvršena nad stanovništvom sljedećih naselja: Kantarovci (4 ubojstva), Treštanovci (4), Aleksandrovac (3), Poljanska (1), Gornji Vrhovci (1), Škrabutnik (1). Tijekom 23. travnja, ubojstva su vršena nad stanovništvom sljedećih naselja: Ivanovci (13), Migalovci (3), Bratuljevci (2), Brđani (2), Lučinci (2), Treštanovci (1). Stanovnici Ivanovaca ubijeni su u šumi pokraj sela Eminovci. Uhićenja i ubojstva izvršili su pripadnici osječkog ustaškog stožera na čelu s Franjom Pavićem i Zvonkom Mazurom. Publicirana su imena stradalih.[18]

Uhićenje i stradanje srpskih muškaraca iz sela Šibuljina, u podnožju Velebita, između Karlobaga i Starigrada. Najprije je 20. travnja uhićeno 4, a potom 22. travnja 8 stanovnika Šibuljina. Svi su deportirani u Gospić i ubijeni u Jadovnom 24. travnja 1941, osim dvojice, od kojih je jedan uspio pobjeći sa strijeljanja, a drugog su ranije oslobodili Talijani.
- 25. travnja: Uhićenje 2 srpskog stanovnika u Kosjerskom Selu pokraj Barilovića a (u blizini Duge Rese). Uhićenici su sprovedeni u logor Danica da bi kasnije stradali u logoru Jadovno.[20]

- 26. travnja: Uhićenje 9 srpskih muškaraca u selu Borik (tada : Petrovac) pokraj Mikleuša (kotar Podravska Slatina). Uhićenici su sprovedeni u zatvor u Mikleuš, a zatim u zatvor u Osijek odakle se nisu vratili.[21]

- 27. – 29. travnja: U Gudovcu pokraj Bjelovara ubijeno je 195 Srba iz nekoliko sela kotara Bjelovar. Najprije je tijekom noći 27/28. travnja 1941. ubijeno 11 osoba, a 28. travnja 1941. strijeljano je 185 lica. Zločin je organizirao Eugen Dido Kvaternik, ravnatelj za javni red i sigurnost NDH, koji je prisustvovao likvidacijama.[22]

Strijeljanje četiri srpskih muškarca u Dvoru na Uni.
- 29. travnja: U logor Danica u Koprivnici pristigao prvi željeznički transport logoraša : 504 zatočenika srpskih nacionalnosti iz kotara Grubišno Polje, koji su pristigli u logor preko Zagreba. Riječ je o osobama uhićenim nakon 26. travnja 1941, na temelju zapovijedi šefa Ustaške nadzorne službe Eugena Dide Kvaternika. Veća skupina logoraša transportirana je 30. lipnja 1941. iz logora Danica stočnim vagonima ka Gospiću, i potom izolirana u logorima Gospić i Jadovno. Pretpostavlja se da je čitava grupa od 504 srpskih zatočenika iz Grubišnog Polja transportirana iz Danice u Liku gdje su pobijeni. Prethodno su u logoru Danica bili izloženi torturi.[24] Popisana su imena 557 stanovnika kotara Grubišno Polje koji su stradali u ustaškim logorima u Lici.[25]

- Krajem travnja: Prvi ustaški zločin na području Bihaća. Zločin je izvršio ustaški poručnik, Himzo Biščević, u selu Žegar. Biščević je ubio dvojicu srpskih stanovnika Ružice i jednog stanovnika sela Meljinovac.[26]

## Svibanj
- 1. svibnja: Ubojstvo 4 muškarca u selu Paka i 2 muškarca u selu Ciglenik u kotaru Slavonska Požega. Publicirana su imena stradalih.[27]

- Početkom svibnja: Osnovan logor Jadovno pokraj sela Trnovac na Velebitu u Lici. Logor je jedno vrijeme postojao usporedo s logorima u Gospiću i na Pagu i mnogi logoraši su iskusili boravak u nekoliko ovih logora. Logor je postojao do 21. kolovoza 1941. Prema publiciranim podacima u tzv. grupi gospićkih logora (Jadovno, Gospić, Pag) stradalo je najmanje 10 502 žrtava. Ovaj broj nije konačan. Prema znanstveno utemeljenoj pretpostavci suradnika Muzeja žrtava genocida iz Beograda, u ovim logorima stradalo je između 16.000 i 17.000 žrtava.[28] Povjesničar Đuro Zatezalo je iznio pretpostavku da je u ovim logorima stradalo 40 123 osoba, ali je publicirao samo 10 502 imena žrtava.

Uhićenje većeg broja stanovnika srpske nacionalnosti u Slavonskom Brodu i okolnim selima. Prema jednom svjedočenju početkom svibnja 1941. uhićeno je 28 lokalnih Srba. Uhićenici su osuđeni na mjesečne kazne i provedeni u kaznionicu u Staroj Gradiški. Prema istom svjedočenju, ova lica su po isteku kazne puštena na slobodu, osim tri osobe koje su kasnije ubijene u logoru Jasenovac. Izvor navodi poimenične podatke o ubijenima i nepotpune podatke o uhićenima.
- 1. – 11. svibnja: Prva ubojstva u kotaru Udbina. U dva navrata, između 1. i 10. svibnja, ustaše iz Udbine ubile su 12 lokalnih Srba. Najprije je, početkom svibnja, na Koriji ubijeno 7 muškaraca, a nekoliko dana kasnije, na mostu Gečet, još 5 muškaraca. Prema nekim indicijama, drugo ubojstvo dogodilo se 5. svibnja. Publicirana su imena stradalih.[30]

- 3. svibnja 1941: Ubojstvo trojice srpskih muškarca u Mačkovom Selu i jednog muškarca u Dodošima pokraj Gline.[31]

- 4. – 11. svibnja 1941: Ubojstvo 11 srpskih muškaraca u selima oko Gline: Bačuga (5), Banski Grabovac (3), Veliki Šušnjar (3).[32]

Ubojstvo 5 članova hrvatske obitelji Mravunac od strane ustaša iz Hrvatskog Blagaja u Srpski Blagaju pokraj Veljuna. Ustaše su ovaj zločin pripisale Srbima kao izgovor za otpočinjanje pokolja nad stanovništvom Veljuna i okolice koji se odigrao u Hrvatskom Blagaju, 6. – 9. svibnja 1941.
Uhićenje 4 osobe srpske i jedna osoba ruske nacionalnosti u Topuskom. Nitko od njih nije preživio rat. Za neke od ovih osoba pretpostavlja se da su ubijena u logoru Jadovno. Publicirani su poimenični podaci o stradalima.
Uhićenje 6 osoba srpske nacionalnosti u Vrginmostu. Ove osobe su tijekom ljeta 1941. ubijena u logoru Jadovno. Publicirani su poimenični podaci o stradalima.
- 6. – 9. svibnja: Pokolj u Hrvatskom Blagaju pokraj Veljuna na Kordunu. Masovno uhićenje srpskih muškaraca na području bivšeg kotara Veljun ustaše su započele 6. svibnja. Iz Zagreba su u Hrvatski Blagaj stigla dva kamiona ustaša, pod zapovjedništvom Ivana Šarića, koji su, uz podršku ustaša iz Hrvatskog Blagaja i Slunja, izvršili uhićenje i ubijanje lokalnih Srba. Ukupno je uhićeno 625 muškaraca od kojih je 95, pretežno staraca, pušteno kućama, a 530 je ubijeno u Hrvatskom Blagaju. Uhićenja su vršena u sljedećim selima: Veljun, Sparenjak, Stojmerić, Bandino Selo, Crno Vrelo, Veljunska Glina, Cvijanović Brdo, Lapovac, Donji Poloj, Točak, Šlivnjak, Bogovolja (okolina Cetingrada). Od oko 530 zatočenika, preživio je jedino Dušan Nikšić, koji je prije masakra uspio pobjeći. Među pobijenima bila su dva pravoslavna svećenika, kao i 17 članova Komunističke partije Hrvatske, među kojima i tajnik kotarskog komiteta KPH / KPJ Slunj Nikola Kukić.[37][38][39][33] Prema objavljenim podacima, poznato je koliko je stradalih po pojedinim mjestima: Veljun (119), Lapovac (48), Šlivnjak (34), Točak (22), Zagorje (19), Veljunska Glina (18), Sparenjak (17), Stojmerić (12), Bandino Selo (11), Kuzma (11), Bogovolja (9), Kosjersko Selo (8), Donji Poloj (8), Vođević Brdo (7), Srpska Blagaj (6), Glinice (5), Crno Vrelo (4), Klanac (4), Cvijanović Brdo (3), Ponorac (2), Snos (2).[40][41]

- 7. – 9. svibnja: Strijeljanja u Sanskom Mostu. Ustaše su najprije 7. svibnja izvršili strijeljanje 3 srpska seljaka, uhićena 5. i 6. svibnja. Dvojica strijeljanih poticali su iz sela Tramošnja. Ovo je bio prvi ustaški zločin na području Sanskog Mosta. Uhićenja lokalnog srpskog stanovništva uznemirila su stanovništvo u selima Tramošnja i Kijevo te se javlja prvi oružani otpor ustašama na području NDH, u kome su sudjelovali i stanovnici drugih srpskih sela koja gravitiraju Sanskom Mostu. Nakon neuspjelog ustaškog napada na ova srpska sela, 8. svibnja su intervenirale njemačke snage koje su uhitile oko 300 srpskih seljaka iz okolice grada, koji su ubrzo pušteni nakon intervencije jednog talijanskog časnika. Međutim, ustaše su ponovo izvršili uhićenje dijela prethodno uhićenih seljaka iz Tomine, Lužana i Čaplji te 9. svibnja 1941. u Sanskom Mostu strijeljali 27 osoba (26 osoba srpske i jedne osobe hrvatske nacionalnosti).[42]

- 8. svibnja: Prema podacima ustaškog redarstva u Zagrebu je uhićeno 114 "četnika i ljudi koji su s njima bili u vezi." Pretpostavlja se da je ovo samo sinonim za uhićene osobe srpske nacionalnosti. Među uhićenicima bio je i zagrebački mitropolit Dositej Vasić. U izvoru se ne navodi daljnja sudbina uhićenika.[43]

- 10. svibnja: Uhićenja većeg broja muškaraca u Vukovaru. Prema podacima povjesničara Đure Zatezala, u logor Jadovno, tijekom ljeta 1941. ubijeno je 10 stanovnika Vukovara i 5 stanovnika sela Mikleuševci, uhićeni su 10. svibnja te je jedan stanovnik Vukovara uhićen 5. svibnja.[44] Ovo nisu jedina uhićenja u Vukovaru početkom svibnja, s obzirom na to da se u literaturi spominje još nekoliko imena uhićenih Vukovarčana, lišenih slobode početkom svibnja, za koje se ističe da su nestali u logorima.[45]

- 11. – 12. svibnja: Pokolj nad 340 Srba iz Gline i okolice u selu Prekopa. Zločin su inicirali ustaški dužnosnici: Mirko Jerec, Juco Rukavina i Nikola Vidaković. Poznata su imena dijela izvršilaca zločina. Riječ je o ustašama iz sela Prekopa, Jukinac, Kihalac i Hađer pokraj Gline i same Gline.[46][47]

- 13. svibnja: Uhićenje stanovnika sela Rogulje pokraj Dvora. Prema podacima povjesničara Đure Zatezala, u logoru Jadovno u srpnja 1941., ubijeno je 15 stanovnika sela Rogulje, uhićenih ovog dana, 13 muškaraca i 2 žene. Publicirani su poimenični podaci o stradalim uhićenicima. Tijekom svibnja 1941., uhićenja su vršena i u drugim naseljima kotara Dvor na Uni, nakon čega su uhićenici odvođeni u logore. Publicirani su poimenični podaci o 56 osoba s područja Dvora koji su ubijeni u logoru Jadovno.[48]

- 13. – 14. svibnja: Strijeljanje 45 srpskih civila u blizini Sanskog Mosta.[49]

- 13. – 16. svibnja: Ubojstvo većeg broja muškaraca srpske nacionalnosti na području kotara Slavonska Požega. Prema podacima iz literature, ubojstva su vršena nad stanovništvom sljedećih naselja : Ratkovica (14 ubijenih), Stojčinovac (3), Duboka (3), Ćosine Laze (3), Treštanovci (3), Brestovac (1), Vukojevci (1), Pasikovci (1), Škrabutnik (1), Pleternica (1). Publicirani su poimenični podaci o stradalima.[50] Međutim, prema podacima povjesničara Đure Zatezala 9 muškaraca iz Ratkovice, koji su uhićeni 15-16. svibnja 1941, ubijeni su u logoru Jadovno.[51] Prema podacima povjesničara Filipa Škiljana, 16. svibnja 1941. u selu Ratkovica uhićeno je 16 srpskih stanovnika. Jedan uhićenik je pušten na slobodu, a ostalih 15 su postali logoraši logora Danica u Koprivnici, odakle su puštena još 2 uhićenika. Za ostalih 13 se pretpostavlja da su ubijeni u logoru Jadovno.[52]

- 20. svibnja: U logoru Gospić ubijeno 15 muškaraca srpskog sela, Lipovo Polje, pokraj Perušića. Publicirani su poimenični podaci o stradalima.[53]

- 22. – 23. svibnja: U Josipdolu, pokraj Ogulina, uhićeno je šest srpskih mladića, simpatizera KPJ, koji su sutradan sprovedeni u logor Danica. Publicirana su imena ovih lica.[54]

- 23. svibnja: Uhićenje 29 osoba srpske nacionalnosti u selu Gornje Dubrave, pokraj Ogulina. Od 29 uhićenika samo dvoje ih se vratilo u selo, dok su ostali kasnije ubijeni.[55]

- 29. svibnja: Na području sela Jablan, Hajdine, Presika, Stubica i Tuk, pokraj Ogulina, uhićeno je 20 Srba i 7 Hrvata. Svi su bili u ustaškom zatvoru u Ogulinu od 8 do 30 dana, a onda su pušteni. Prema sačuvanim svjedočenjima, ova je grupa nedugo nakon puštanja ponovo bila uhićena, a ove okolnosti su preživjela samo dvojica uhićenika.[56]

- 29. – 30. svibnja: U Zagrebu uhićeno 165 Židova, starosti od 17 do 23 godine, koji su 31. svibnja otpremljeni u logor Danica u Koprivnici, a potom u logor Jadovno, gdje su svi ubijeni, osim desetorice mladića koji su ubrzo postali zatočenici logora Jasenovac (rat su preživjela samo trojica). Publicirani su poimenični podaci o stradalima.[57]

- 30. svibnja: Strijeljanje Dušana Zelembaba, kuhara hotela Esplenada u Zagrebu, zbog navodnog "napada na ustašku ophodnju." Pretpostavlja se da je ovo prvo strijeljanje izvršeno na masovnom stratištu Dotrščina pokraj Zagreba.[58]

- 31. svibnja - 1. lipnja: Prva uhićenja Srba u Mostaru uslijedila su 31. svibnja, kada su uhićena petorica muškaraca. U noći između 31. svibnja i 1. lipnja ustaše su, na čelu s Ivanom Hočevarom i Stankom Šarcem, izvršile likvidaciju uhićenika kod sela Ortiješ. Jedan od uhičenika, Fedor Lukač, uspio je pobjeći sa stratišta.[59]

## Lipanj
- Početkom lipnja: Stradanje više stotina Srba s područja Kupreškog polja i okolice. Početkom lipnja, ustaše iz Kupresa i njegove okolice proveli su masovna uhićenja i likvidacije srpskih civila iz sela Blagaj, Malovan, Ravno i Vukovsko. Uhićenici su pobacani u jame Kupreškog polja. Pojedini izvori ukazuju na to da je u prvim danima lipnja 1941. na ovaj način stradalo oko 500 Srba s ovog područja.[60] Ovaj podatak zahtjeva potvrdu u drugim izvorima.

- 1. lipnja: U Trebinju lokalna grupa pripadnika ustaškog pokreta sa Zagrebačkog sveučilišta strijeljali su 9 osoba srpske nacionalnosti iz Trebinja i okolice te uhitili veći broj drugih osoba (podaci variraju od 15 do 70 uhićenika).[61][62]

- 1. – 2. lipnja: Masovno uhićenje srpskih stanovnika Nevesinja i okolice. U selu Udrežnje, 2. lipnja, ustaše su ubile 29 muškaraca. Poznata su imena žrtava.[63]

- 2. – 3. lipnja: Ustaše iz Josipdola uhvatile su 14 srpskih stanovnika iz Josipdola, Vajinog Vrha i Vojnovcu i, nakon izvršene torture nad uhićenicima, sutradan ih zatočili u logor Danica. Ove osobe su stradale kao zatočenici logora Jadovno krajem srpnja i početkom kolovoza 1941. Publicirani su poimenični podaci o stradalima.[64]

- 2. – 5. lipnja: U selu Korita, između Bileće i Gackog, od strane ustaša iz Fazlagića Kule i drugih mjesta u okolici Gacka, na čelu sa Hermanom Togonal, ustaškim povjerenikom za naselje Gacko, uhićeno je oko 140 lokalnih srpskih stanovnika, koji su zatočeni i mučeni gotovo tri dana u zgradi lokalne škole. U noći 4. lipnja, 121 uhićenika je odvedeno do Koritske jame, u skupinama, i ondje ubijeno maljevima i bačeno u jamu. U selu Korita 5. lipnja pobijeno je 5 seljana, a istog dana od strane istih počinitelja ubijeno je 7 stanovnika obližnjeg sela Zagradci. Poznati su poimenični podaci za ubijene osobe. Među ubijenima bilo je 47 članova obitelji Svorcan.[65][66][67]

- 4. – 5. lipnja: U blizini Banje Luke uhićeni su, mučeni i ubijeni, banjalučki episkop Platon (Jovanović) i protojerej Dušan Subotić iz Bosanske Gradiške. Nakon ubojstva bačeni su u rijeku Vrbanju. Njihovi unakaženi leševi pronađeni su 23. lipnja na obali rijeke, pokraj sela Kumsale.[68]

- 4. – 8. lipnja: Ustaše na čelu sa Leonom Togonalom, ustaškim povjerenikoma za kotar Ljubinje, počevši od 4. lipnja započinju uhićenja u selima ljubinjskog kraja (Vlahovići, Ubosko, Pocrnje, Kapavica, Rankovci). U naredna tri dana ukupno su uhitili oko 170 muškaraca od 16 do 60 godina starosti koji su zatim zatočeni u selu Rankovci. Prilikom uhićenja u Vlahovićima je ubijeno 6 osoba. Likvidacije uhićenika započele su 8. lipnja u blizini sela Kapavice, pokraj istoimene jame. Sa stratišta je uspjelo pobjeći oko 50 ljudi, ali većina uhićenih je ubijena i bačena u jamu. Pokraj jame Kapavica ukupno je ubijeno 114 osoba. Iz Vlahovića - 28 ; iz Rankovaca - 23 ; iz Pocrnja - 13 ; iz Kapavice - 17 ; iz Uboskom - 33. Publicirani su poimenični podaci o stradalima.[69]

- 8. lipnja: Ubojstvo 21 srpskih stanovnika zaseoka Rončevića pokraj Lovinca u Lici. Među ubijenima bilo je 7 djece i 6 žena. Svi su bili članovi obitelji Rončević. Zločin se dogodio u mjestu Sveti Rok. Publicirani su poimenični podaci o stradalima.[70] Prema nekim pretpostavkama ovaj zločin dogodio se 10. srpnja, kada je pobijeno još 7 članova obitelji Rončević. Ovo bi značilo da je 10. srpnja ubijeno 28 Rončevića.[71]

- 9. lipnja: Gatačke ustaše po naređenju Jure Francetića, tadašnjeg ustaškog povjerenika za Bosnu i Hercegovinu, koji je tada boravio u gatačkom kraju, maljevima i kundacima pobile oko 20 civila iz Gacka, Avtovca, Rudnog Polja i Nadanićima i bacili ih u jamu pokraj sela Korita[66][67]

- 9. – 19. lipnja: Ustaše i policija iz Vukovar a izvršili su blokadu sela Lipovača pokraj Vukovara. Nakon deset dana blokade srpsko stanovništvo iz Lipovače je prisilno raseljeno: jedna grupa seljana je otjerana u susjedno naselje Bršadin, druga je iseljena u Srbiju, a treća je, kako se ističe u literaturi, otjerana u logor, bez navođenja konkretnijih podataka.[72]

- 11. lipnja: Početak prisilnog iseljavanja stanovništva dobrovoljačkih naselja između Vinkovaca, Osijeka i Vukovara, nastalih nakon provođenja agrarne reforme, početkom 1920s, doseljavanjem obitelji dobrovoljaca u srpskoj vojsci iz Prvog svjetskog rata. Iseljeno je stanovništvo Klise, Silaš a, Ludvinaca, Šodolovac, Palače, Ade, Podrinja, Petrove Slatine.[72]

Ubojstvo 12 muškaraca srpske nacionalnosti iz zaseoka Rasoje pokraj Lovinca u Lici. Zločin se dogodio u selu Raduč. Publicirana su imena stradalih. Svi su bili članovi obitelji Gnjatović.
- 12. lipnja: U selu Komar, između Travnika i Donjeg Vakufa, ustaše su izvršile strijeljanje 15 lokalnih Srba zbog navodnog pucanja na ustašku kolonu.[74]

Ubojstvo 6 lokalnih srpskih muškaraca u selu Visuć (kotar Udbina). Publicirani su podaci o stradalima.
- 12. – 13. lipnja: U selu Sušine pokraj Našica ustaše zaklale 6 lokalnih srpskih stanovnika. Publicirana su imena stradalih kao i imena počinitelja zločina.[77]

Ustaše na čelu sa Leonom Togonal, izvršile ubojstvo 32 osobe iz Ljubinja. Među ubijenima, koji su bačeni u jamu Pandurić, bilo je 29 Srba 0,2 Hrvata i 1 Bošnjak.
- 13. lipnja: Kolektivno protjerivanje srpskog stanovništva u Srbiju iz pojedinih sela u kotaru Podravska Slatina. Iz Ilmin Dvora protjerano je 360 osoba, iz Čađavičkog Luga 30, iz Martinaca 370.[79]

Uhićenje 25 muškaraca u selu Srpske Moravice pokraj Vrbovskog. Uhićenici su otjerani za Ogulin, a potom u logor Danica, da bi većina njih bila ubijena u logorima Jadovno ili Pag.
- 13. – 28. lipnja: Stradanje srpskih muškaraca sela Lipovo Polje pokraj Perušić au logoru Jadovno. Prema publiciranim poimeničnim podacima u ovom razdoblju u Jadovnom stradalo je 39 stanovnika ovog sela. Prethodno, 20. svibnja 1941, u logoru Gospić ubijeno je 15 stanovnika Lipovog Polja. Tijekom Drugog svjetskog rata ustaše su pobile 111 civilnih stanovnika ovog sela, prvenstveno u ljeto 1941. Publicirani su poimenični podaci o stradalima.[53]

- 15. lipnja: U selima u okolici Knina provedeno uhićenje lokalnih Srba od strane ustaša. Prema dostupnim podacima uhićeno je oko 60 seljaka koji su potom ubijeni.[81]

Ubojstvo 4 srpskih mladića u Bosanskoj Kostajnici. Publicirana su imena stradalih.
- 15. – 18. lipnja: Prva ubojstva počinjena od strane ustaša na području kotara Drvar : ubojstvo 2 muškarca u selu Bastasi, 15. lipnja 1941. Jedan muškarac uspio je pobjeći sa strijeljanja. Publikovani su podaci o stradalima. Prethodno 0,13-14. lipnja 1941, pohvatana je veća grupa srpskih muškaraca u Drvaru odakle je provedena u ustaški zatvor u Bosanskom Petrovcu. Nakon mučenja u zatvoru, ustaše su najveći broj uhićenika odveli na stratište kod Risovačke špilje, gdje su ih pogubili 18. lipnja 1941. NDH izvori spominju ubojstvo od 25 do 32 osoba srpske nacionalnosti na lokaciji Risovačke pećine. Sredinom lipnja 1941. ustaše su izvršile uhićenje 9 muškaraca u selu Gornji Tiškovac. Ova lica likvidirana su u Kninu. Publikovani su podaci o stradalim Tiškovčanima. Dalje ustaške upade u Tiškovac spriječio je oružani otpor lokalnog stanovništva 1-2. srpnja 1941, kao jedan od najranijih primjera oružanog otpora na teritoriju NDH.[83][84][85]

- 16. lipnja: Kolektivno protjerivanje srpskog stanovništva u Srbiju iz Sopjanska Grede (kotar Podravska Slatina). Protjerano je 235 žitelja.[86]

Ubojstvo 21 osobe na mostu na Lašvi kod Travnika. Među ubijenima bilo je 10 stanovnika sela Bradina između Konjica i Sarajeva, koji su uhićeni 8. lipnja i ubrzo sprovedeni u ustaški zatvor u Sarajevu, gdje su zadržani do 15. lipnja. Toga dana su izvedeni iz zatvore i zajedno s 5 stanovnika Dubrovnika i 7 stanovnika Foče i Goražda, premješteni u zatvor u Travniku. Sutradan su svi, osim jednog koji je izvršio samoubojstvo u travničkom zatvoru, i još jednog lica koje je uspjelo pobjeći, pobijeni na mostu na rijeci Lašvi.
Ubojstvo 19 srpskih muškaraca iz sela Borik (tada : Petrovac), pokraj Mikleuša (kotar Podravska Slatina). Zločin je izvršen na groblju u selu Čačinci pokraj Orahovice. Izvori NDH provenijencije spominju 10 ubijenih Petrovčana.
- 16. lipnja: U Gavrilovcu pokraj Đurđenovca (kotar Našice) ubijena trojica Srba od strane ustaša.[90]

- 17. lipnja: Iz ustaškog zatvora u Ogulinu upućen veći broj srpskih zatočenika u logor Danica u Koprivnici. Publicirani su poimenični podaci o 33 muškaraca iz Plaškog i okolnih sela na području kotara Ogulin koji su pohapšeni između 28. svibnja i 17. lipnja 1941, a koji su potom postali logoraši u logoru Danica, odakle su 20. srpnja 1941. provedeni u logor Jadovno. Većina ih je ubijena u logoru Jadovno, tijekom srpnja i kolovoza, dok se za neke pretpostavlja da su ubijeni na Pagu.[91]

- 17. lipnja: Ubojstvo 3 člana obitelji Budimlija u Lovincu. Publicirani su poimenični podaci o stradalima. Među ubijenima bilo je dvoje djece i jedna žena.[92]

- 18. lipnja: Uhićenje veće grupe komunista u Vukovar ui Borovu Naselju. Jedna grupa uhićenika je 26. lipnja 1941. provedena u ustaški zatvor u Osijek, gdje je najkasnije 17. rujna 1941. strijeljana u Gradskom vrtu grupa od 5 vukovarskih komunista. Ostali uhićenici iz ove skupine zadržani su u zatvoru do 16. siječnja 1942. kada su pušteni. Istog dana, 18. lipnja 1941, uhićena je skupina od 16 komunista u Vukovaru, od kojih je nekoliko uskoro pušteno, a 9 ih je provedeno u logor Danica. Od ove grupe 0,3 komunista su ubijeni u ustaškim logorima (Jadovno, Stara Gradiška), a ostali su pušteni nakon 18 mjeseci. Publicirani su poimenični podaci o 8 stradalih i jednom dijelu uhićenih komunista.[93]

- 19. – 20. lipnja: Ustaše iz Boričevca i Kulen Vakufa, na čelu s Vinkom Mataija 0,19, lipnja 1941. upali su u selo Bubanj i odveli 6 stanovnika zatečenih u poljskim radovima, a nedugo potom još 4 stanovnika. Isto se dešavalo iu selima : Doljani (odvedeno 7 osoba), Mišljenovac (19), Donji Srb (12), Donji Štrpci (6), Begluci (4), Birovača (3), Bušević (15), Kestenovac (7). Stanovnici sela Bušević stradali su od ustaša iz Kulen Vakufa. Stanovnici sela Dobroselo (10) i Dobroselski Bubanj stradali su lipnja 1941. od ustaša iz Boričevca, pretežno u ataru sela Boričevac gdje su odvedeni iz matičnih naselja. Od boričevačkih ustaša najteže su stradali stanovnici sela Nebljusi od kojih je 65 pobacano u jamu u Boričevcu. Većina Nebljušana ubijenih lipnja 1941. u Boričevcu bili su žene i djeca. Publicirani su poimenični podaci o stradalima.[94]

- 20. lipnja: U blizini sela Lastva pokraj Trebinja ustaše ubile 8 srpskih seljaka.[95][62]

- 20. lipnja: Ubojstvo 5 muškaraca srpske nacionalnosti na području kotara Slavonska Požega. Stradali su 2 stanovnika Jurkovac i po 1 stanovnik Ratkovice, Kaptola i Ćosinaca. Publicirana su imena stradalih.[96]

- 22. lipnja: U blizini Vlasenice ubijeno oko 40 Srba iz ove varoši i okoline.[97]

Ubijeno 10 Srba iz Gacka i okoline, zatočenika gatačkog zatvora, kod sela Gornje Plužine u blizini Nevesinja. Zločin su izvršile ustaše iz Fojnice (naselje između Gacka i Nevesinja) pod rukovodstvom Džemila Sarića i HIMZIJA Bauka.
- 22. – 27. lipnja: Početak stradanja srpskog stanovništva u okolici Čapljine. Ustaše su 22-23. lipnja 1941. započele masovna uhićenja srpskih muškaraca na području Čapljine i okolnih sela : Tasovčići, Klepci, Počitelj, Rečica, Loznica, Gnjilišta, Hotanj. Uhićenici su smješteni u privremeni logor u Tasovčićima, odakle su odvođeni u grupama i ubijani na stratiština u okolici Čapljine. Prva grupa od 4 uhićenika ubijena je u noći 22-23. lipnja. Druga skupina uhićenika (10 muškaraca iz Čapljine) ubijena je 24. lipnja u blizini sela Hutovo, gdje su bačeni u jamu. Treća skupina od 27 muškaraca ubijena je 24-25. lipnja na stratištu Pod brijestom, zapadno od Čapljine. Sa stratišta je uspio pobjeći Desimir Mihić koji je kasnije svjedočio o ovom zločinu. Četvrta skupina od 27 čapljinskih Srba odvezena je iz Tasovčića 26-27. lipnja do Opuzena gdje je likvidirana. Ove zločine nad muškarcima pratila su i istrijebljenja pojedinih porodica, uključijući žene i djecu, u Klepcima, što će tijekom kolovoza postati učestalo iu drugim hercegovačkim selima. Pomenute zločine izvršile su ustaše iz Čapljine i okolnih sela. Na stratištu Krupa pokraj sela Dračevo, južno od Tasovčića prema Metkoviću 0,25-26. lipnja ubijeno je 41 osoba iz Dračeva (npr. ubijeno je 20 članova obitelji Brstina). Zločin su izvršile ustaše iz Dračeva. Ustaše iz Dračeva i Hutova su 26-27. lipnja ubile nepoznat broj srpskih muškaraca iz Kolojanju, Dubravice i Cerovice (sela južno od Hutova blata). Ova lica ubijena su u jednim dijelom u blizini Gabele, a drugim dijelom kod Opuzena. Sem posljednjeg navedenog zločina, poznata su imena stradalih. Također, poznat je i velik broj imena počinitelja navedenih zločina.[98]

- 23. lipnja: Pod rukovodstvom Franje Sudara ustaše iz Fazlagića Kule i prispjele ustaše iz zapadne Hercegovine izvršile ubojstvo nad 14 odraslih muških stanovnika Zborne Gomile i Međulića, pokraj Gacka, koji su pobijeni u Avtovcu.[99]

U selu Vrbica pokraj Gacka, ustaše iz Fazlagića Kule izvršile ubojstvo 29 stanovnika. Među ubijenima bilo je 8 djece i 5 žena i djevojaka.
- 23. – 24. lipnja: Masovni zločin u Rzana dolu nad muškim stanovništvom sela u Popovom polju (Veličani, Dubljani, Dračevo, Drijenjani, Mrkonjić, Tulje). Ubojstvo su organizirale ljubinjske ustaše na čelu s Vidom Žutcem i Leonom Togonal. Od ukupno 168 stanovnika sela Veličani, Dubljani, Dračevo, Drijenjani, Mrkonjići i Tulje koji su 23. lipnja pohvatani i dotjerani na jamu u Ržani do, uspjela su pobjeći samo trojica. Ostali su pobijeni ili su živi bačeni u jamu gdje su skončali. Poznati su poimenični podaci o stradalima. Sutradan je ista grupa ustaša izvršila hvatanje stanovnika sela Zavala, Grmljani, Sedlari i Poljice (ukupno 32 poimenice poznata stradala stanovnika).[101]

U blizini sela Pridvorci pokraj Trebinja ustaše ubile 13 trebinjskih Srba, a njihove leševe potom bacili u jamu. Trojica muškaraca su uspjela pobjeći sa stratišta. Poznati su poimenični podaci o stradalima. Ovaj zločin potvrđuje izvor NDH provenijencije.
U Gackom i susjednom Avtovcu pohapšeni svi odrasli srpski muškarci, od strane lokalnih i zapadnohercegovačkih ustaša, pod rukovodstvom Franje Sudara. Poznata su imena 18 osoba ubijenih u Gacku na svirep način. Jedan dio uhićenih lokalnih stanovnika, koji nije pobijen u noći 23-24. lipnja, transportovan je iz Gacka u Nevesinje. Ubrzo potom u Nevesinju je ubijeno 28 prispjelih stanovnika Gacka i Avtovca. Ove zločine potvrđuju i izvori NDH.
- 24. lipnja: Ustaše iz Fazlagića Kule pokraj Gacka ubile su 29 stanovnika sela Zborna Gomila i Međulić u zaseoku Stolac u Fazlagića Kuli. Među ubijenima bilo je 14 djece i 11 žena. Većina ubijenih pripadala je obiteljima Popović i Zlatanić.[106]

U blizini sela Cerno, između Ljubuškog i Međugorja, ubijeno 16 srpskih muškaraca iz Ljubuškog. Zločin su organizirali kotarski predstojnik Ivan Bukovac, logornik Staniša Vasilj i druge ustaše iz Ljubuškog.
- 24. lipnja: Deportacija svih srpskih i židovskih stanovnika iz Bihaća, po naređenju velikog župana Ljubomira Kvaternika. Bihaćki Židovi su protjerani u Kulen Vakuf, gdje su se privremeno zadržali, dok su bihaćki Srbi protjerani u Bosanski Petrovac. Uskoro su bihaćki Židovi također provedeni u Bosanski Petrovac. Početkom srpnja bili su izolirani u zgradi petrovačke bolnice, nazvane " sabirni logor ". Početkom rujna zatočeni Židovi prebačeni su u Prijedor gdje su bili smješteni u kućama lokalnih Židova. Ustaše su potom dozvolile bihaćkim Židovima da se presele u gradove u Bosni, izuzev Bihaća, što je većina učinila. Međutim, najveći dio bihaćkih Židova podijelio je sudbinu Židova Bosne i Hercegovine i bio je ubijen u ustaškim logorima tijekom 1941-1943. Od 146 bihaćkih Židova ustaše su ubile 109. Većinu ostalih bihaćkih Židova spasili su partizani.[109]

- 24. – 25. lipnja: Ustaše iz Fazlagića Kule ubile 9 članova obitelji Nikolić i 13 članova obitelji Boljanović koje su živjele u Fazlagića Kuli. Njihovi leševi bačeni su u jamu nedaleko od zaseoka Drugovići u Kuli. Obitelj Nikolić u potpunosti je istrijebljena, a od Boljanovića je preživio jedan dječak koji je svjedočio o zločinu. Publicirani su poimenični podaci o stradalima.[110]

- 24. – 28. lipnja: Masovna uhićenja u Mostar u otpočinju 24. lipnja i traju do 26. lipnja. Pojedini izvori procjenjuju da je uhićeno oko 450 osoba, tj. odraslih muškaraca. Uhićenici su izolirani u privremeni sabirni logor. Nakon nekoliko dana uhićenici su kamionima transportovani u pravcu Čitluka i Širokog Brijega, da bi u blizini ovih nasjela bili likvidirani. Likvidacije su vršene i na obali Neretve, izvan Mostara, kako zaključujemo na temelju svjedočenja preživjelih. Kako ističe povjesničar Savo Skoko, " smatra se da je za nekoliko dana (od 24. do 28. lipnja) samo iz grada Mostara ubijeno 160 ljudi. " Poimenice je poznat dio stradalih.[111]

- 25. lipnja: Ubojstvo 9 srpskih muškaraca iz sela Mekinjar, pokraj Korenice. Zločin se dogodio u blizini sela Bajinovac. Publikovani su podaci o stradalima.[112]

Uhićenje oko 60 srpskih muškaraca u Drvaru. Uhićenici su provedeni u ustaški zatvor u Bihaću, odakle su krajem srpnja 1941. odvedeni na stratište na Garavicama gdje su ubijeni.
- 25. – 26. lipnja: U noći između 25-26. lipnja južno od Opuzena, na obali Neretve, ustaše izvršile ubijanje oko 283 osoba srpske nacionalnosti s područja kotara Stolac.[114][115]

- 25. – 28. lipnja: Kolektivno protjerivanje srpskog stanovništva u Srbiju iz pojedinih sela u kotaru Podravska Slatina. 25. srpnja iz Novaka protjerano je 60 stanovnika, istog dana iz Dubrave Noskovačka 174, a iz španatom 445. 26. lipnja iz Bjelkovca protjerano je 570 stanovnika, iz Čomborja 420, iz Aleksandrovca 550, iz Petrovca 827, iz Balinac 174, iz Gornjeg Miholjca 39, iz Nove Bukovice 22, 27. lipnja iz Čojluk 115, 28. lipnja iz Bistrice 13 žitelja. Prinudno iseljavanje pratila je pljačka stanovništva i nasilno provođenje. Iz grada Podravska Slatina 26. lipnja protjerano je 35 srpskih porodica.[79]

- 26. lipnja: Pokolj nad 16 stanovnika sela Kozice i 23 stanovnika sela Prenj, Pješivci, Opličići i Lokov, u blizini Stoca. Pokolj su izvršile stolačke ustaše na čelu sa Martinom maslacu i Stojanom Ragužom. Zločin je izvršen u selu Kozice. Leševi ubijenih bačeni su Neretvu u blizini Čapljine. Poznati su poimenični podaci o žrtvama.[116]

- 26. – 27. lipnja: U blizini Borova pokraj Vukovar a strijeljano 12 srpskih muškaraca iz sela u Sremu : 4 iz Laćarka 4 iz Bosuta i 4 iz Grabovaca. Publicirani su poimenični podaci za 8 streljanih osoba.[117][118]

Pokolj nad oko 170 stanovnika sela Berkovići, klack, Ljuti Do, Meča, istočno od Stoca.
- 26 - 28. lipnja: Masovno hapšenje i stradanje dijela stanovništva u selima u okolici Mostar a. Počevši od 26. lipnja ustaše su uhitile veći broj muškaraca u srpskom i etnički mješovitim selima Bijelo Polje, Raštane, Gnojnice, Ortiješ, Lakševine, Malo Polje, Blagaj, Hodbina, Bogodol, pijeska, Baćeviće, Žitomislić. U Pijescima i Žitomisliću stradalo je oko 50 muškaraca, uključujući i sedmoricu monaha iz manastira Žitomislić. Ova lica su ubijena u blizini Domanovića i Blizanaca. Iz sela Bogodol ubijeno je 5 muškaraca i 4 žene (ubijeni su pokraj sela Gradac u blizini Širokog Brijega). U selu Hodbina i Ortiješ ubijena su šestorica muškaraca. Kako ističe povjesničar Savo Skoko, ovi događaji su zaustavljeni krajem lipnja dolaskom u Mostar generala Vladimira Lakse, Pavelićevog opunomoćenika za Hercegovinu. " On je u cilju što brže pacifikacije pobunjenog područja, privremeno obustavio pokolje hercegovačkih Srba i 30. lipnja pustio na slobodu oko 300 ljudi ", zatočenih u Mostaru. Poznata su imena izvršilaca navedenih zločina.[120]

- 27. lipnja: Pokolj nad 137 lokalnih stanovnika u Nevesinju. Zločin je organizirao ustaški zapovjednik Franjo Sudar iu njemu su sudjelovale lokalne i zapadnohercegovačke ustaše. Poznati su poimenični podaci o stradalim osobama.[121]

Strijeljanje 4 komunista hrvatske nacionalnosti u Zagreb u. Publicirani su poimenični podaci o strijeljanim osobama.
Uhićenje 25 srpskih muškaraca u Visko mi njihovo provođenje u logor Gospić. Publicirana su imena uhićenika. Većina je stradala u ustaškim logorima.
- 27. – 28. lipnja: Pokolj nad srpskim stanovništvom kotara Stolac na Vidovom polju pokraj Stoca. Pokolj su organizirale lokalne ustaše i grupa ustaških profesionalnih ubojica iz Ljubuškog i Čapljine. Masovna uhićenja na području stolačkog kraja započela su 22. lipnja 1941. i trajala su nekoliko dana. Prema nepotpunim podacima, poznata su imena 96 stanovnika stolačkog kraja ubijenih na Vidovom polju. Riječ je o odraslom muškom stanovništvu Stoca i okolnih seoskih naselja : Poprati, Šćepan Krst, Ošanići, Dragovilje, Hrgud, Dabrica.[124]

Uhićenje 27 stanovnika Bijeljine. Među uhićenima bila je jedna žena. Većina uhićenih (22) bili su srpske nacionalnosti, dok je 5 uhićenika bilo židovskog porijekla. Među uhićenima za 12 se navodi da su lišeni slobode " kao komunisti ". Publicirana su imena uhićenika.
- 29. lipnja: Olovske ustaše ubile 6 srpskih seljaka iz sela Brda pokraj Olova.[126]

- 30. lipanj - 1. srpnja 1941: Iz pravca Čapljine i Stoca dovezeno oko 90 Srba i ubijeno i bačeno u jamu u neposrednoj blizini samostana Humac pokraj Ljubuškog. Drugi izvori spominju 86 stradalih, za koje se pretpostavlja da potječu iz okoline Stoca.[127][128]

- 30. lipanj - 1. srpnja: Deportacija oko 1.500 srpskih stanovnika s područja Plitvičkih jezera i seoske općine Ličko Petrovo Selo, po naređenju ustaškog velikog župana Ljubomira Kvaternika. Dio stanovništva je protjeran u okolinu Bosanskog Petrovca, a dio u pravcu Bosanskog Grahova. U Borovac pokraj Bosanskog Grahova ustaše na čelu s Nonom Šarićem izvršile su silovanje dijela prognanih žena. Prognano stanovništvo je razmješteno u selima u okolici Grahova, a izbjanje ustanka 27. srpnja 1941, spasilo je živote prognanicima, za razliku od većeg broja njihovih suseljana koji su ubijeni u okolici Bihaća, krajem srpnja 1941.[129]

## Srpanj
- 1. srpnja 1941: Ustaški pokolj nad stanovništvom sela Donja Suvaja, smještenom između Srba i Donjeg Lapca. Ovaj pokolj je najmasovniji ustaški zločin nad stanovništvom kotara Donji Lapac prije ustanka 27. srpnja 1941. Ustaše pristigle iz Gospića ubile su 1. srpnja 1941, prema podacima iz zbornika  Kotar Donji Lapac u NOR - u  (Karlovac, 1985) najmanje 161 stanovnika ovog sela. Poznati su osnovni podaci o svakoj žrtvi. Toga dana ustaše su u selu ubile ukupno 70 djece do 15 godina starosti, 7 djevojaka i 39 žena.[94] Prema podacima povjesničara Đure Zatezala, ovaj zločin bio je još masovniji. On navodi da su ustaše tog dana " ubile i nožem usmrtile 243 srpskih civila od kojih 118 djece, 75 žena i 50 muškaraca".[130] Prilikom pokolja nad stanovnicima Suvaje, ubijeno je 45 članova obitelji Keča i 22 člana obitelji Ćopić. Odgovornost za zločin snose ustaški veliki župan Ljubomir Kvaternik i Vjekoslav Maks Luburić, koji je zapovijedao jedinicom koja je izvršila zločin.

- 2. srpnja 1941: Dan nakon pokolja u selu Donja Suvaja, ustaše su upale u naselje Osredci (Lički Osredci) pokraj Srba. Lokalno stanovništvo je bilo obaviješteno o pokolju u Donjoj Suvaji i većina stanovnika se sklonila u šumu. Međutim, ustaše su uspjele uhvatiti 13 žitelja koje su pobili. Sutradan su se ustaše vratili u selo i uhvatile 9 starijih osoba koje su također likvidirali.[94] odgovornost za zločin snose ustaški veliki župan Ljubomir Kvaternik i Vjekoslav Maks Luburić, koji je zapovijedao jedinicom koja je izvršila zločin.

- 3. srpnja 1941: Pokolj nad stanovništvom sela Bubanj pokraj Donjeg Lapca nastavljen je 3. srpnja 1941. Prethodno su ustaše već ubile 10 stanovnika Bubnja. Toga dana u Bubnju ubijeno je 83 stanovnika, pretežno žena i djece. Među ubijenima bilo je 37 djece mlađe od 15 godina, 15 djevojaka i 28 žena. Zločin je izvršen na vrlo svirep način, klanjem i masakriranjem. Zločin su provele ustaše iz Donjeg Lapca i Boričevca na čelu s Vinkom Mataija iz Lapca i Milom Markovinović iz Boričevca.[94] Odgovornost za zločin snose ustaški veliki župan Ljubomir Kvaternik i Vjekoslav Maks Luburić, koji je zapovijedao jedinicom koja je izvršila zločin.

- 6. srpnja 1941: Nastavljeno protjerivanje srpskog stanovništva iz kotara Podravska Slatina u Srbiju. Iz Dobrovića je protjerano 70, a iz Brezika 115 stanovnika.[86]

- 7. srpnja 1941: Ubojstvo 27 srpskih stanovnika sela Čukur na Baniji. Zločin je izvršen u Kostajnici. Leševi žrtva pobacani su u rijeku Unu.[131]

- 8. srpnja 1941: Strijeljanje komuniste Budislava Borjana, predratnog zatočenika kaznionice u Lepoglavi.[132]

- 9. srpnja 1941: U Maksimirskoj šumi pokraj Zagreba ustaše strijeljale 10 komunista, prethodno zatočenih u logoru Kerestinec. Ova grupa komunista je iz logora izvedena 5. srpnja 1941. Između ostalih, strijeljani su : August Cesarec, Ognjen Prica, Otokar Keršovani, Božidar Adžija.[133][134]

- 9. srpnja 1941: Osnivanje ustaškog Sabirnog logora u Slavonskoj Požegi. Logor je postojao do 22. listopada 1941, a definitivno je likvidiran 18. studenog 1941. Zapovjednik logora bio je satnik Ivan Stier, a njegov zamjenik (pobočnik) ustaša Emil Klaić. Kroz logor je prošlo 8.178 osoba. Većina ovih lica su etapno boravili na ovoj lokaciji, na putu za Srbiju (riječ je o prinudno iseljenim srpskim stanovništvu sa šireg područja Slavonije i sjeverne Bosne) ili je riječ o protjeranim Slovencima na putu za prinudna mjesta boravka u NDH. U logoru je ubijeno najmanje 438 osoba srpske nacionalnosti.[135]

- 10. srpnja 1941: Ubojstvo većeg broja srpskih muškaraca pokraj jame Duman u blizini Ličkog Lešća. Prema publiciranim podacima, u ovu jamu je bačeno 3 stanovnika Donjeg Kosinja.[6]

- 12. srpnja 1941: U selu Prisoje pokraj Dicma (kotar Sinj) uhvaćeno 90 osoba koje su potom pobijene.[136]

- 12. srpnja 1941: Pokolj nad stanovnicima sela Ćora i Bober pokraj Dvora. Zločin je izvršen u Krnjajića potoku pokraj Dvora.[23]

- 13 - 14. srpnja 1941: Zatočeni komunisti iz logora Kerestinec izvršili akciju bjekstva iz logora. Logorska uprava i straža su savladani, ali je bjekstvo bilo neuspješno za većinu logoraša zbog loše organiziranog prihvata odbjeglih. Ustaše su izvršile potjeru za odbjeglim logorašima i većinu pobili ili pohvatali. Potjern odijeljenja bila su mnogobrojnija i daleko bolje naoružana od odbjeglih logoraša. Od stotinjak bjegunaca 44 su uhvaćeni i nakon nekoliko dana strijeljana na Dotršćini pokraj Zagreba, 12 je uspjelo da se izvuče iz obruča, a ostali su poginuli u borbi.[137]

- Sredina srpnja 1941: Uhićenje 27 članova i simpatizera KPJ u Ogulinu, među kojima je 26 bilo hrvatske nacionalnosti.[138]

- Sredina srpnja 1941: Masovna deportacija srpskih muškaraca iz sela u Cazinskoj krajini u ustaške logore U Lici. Iz Stabandza odvedeno je 38, iz Dobrog Sela 57, iz Ivanjske 42, iz Perne 8, iz Baštre 4, iz Mrazovca 4, iz Bosanske Krupe 4, iz Osredke 3, iz Velike Kladuše 3, iz Ljusine 2, iz Otoke 2 i po 1 stanovnik iz Glinice, Varoške Rijeke, Rujnice, Mutnika i Vrela. Ukupno : 171. Svi su stradali na stratištima u okolici Jadovnog. Publicirani su poimenični podaci o stradalima. Ovo nisu jedini ljudski gubici stanovništva ovih naselja tijekom ljeta 1941. Najodgovorniji za provođenje ovih zločina bio je ustaški funkcioner Ljubomir Kvaternik, veliki župan velike župe Krbave i Psata.[139]

- 17. srpnja 1941: U Dotršćini pokraj Zagreba streljano 44 komunista odbjegla iz logora Kerestinec.[140]

- 19. srpnja 1941: Početak masovnih uhićenja i represalija nad stanovništvom Mostara. Uhićenja su trajala do početka kolovoza i procjenjuje se da je kroz ustaški zatvor u Mostaru u tom razdoblju prošlo oko 750 Mostaraca srpske, bošnjačke, hrvatske i židovske nacionalnosti. Većina uhićeenika deportirana je u logore Gospić i Jadovno, gdje je ubijena. Preživjeli zatočenici mostarskog zatvora spominju intenzivnu torturu u zatvoru. Najodgovorniji za ovu kampanju zločina bio je ustaški povjerenik u Mostaru, Ivo Herenčić. Poznata su imena organizatora i izvršitelja zločina na području Mostara.[141]

- 19-20. srpnja 1941: Transport 17 zatočenika srpskih nacionalnosti iz ustaškog zatvora u Ogulinu u ustaški logor u Gospiću. Većina zatočenika bili su stanovnici Plaškog. Među zatvorenicima nalazili su se i episkop gornjokarlovački, Sava Trlajić, trojica svećenika, kao i dvojica članova KPJ. Svi će stradati kao zatočenici logora u Lici.[142]

- 21. srpnja 1941: U kotaru Velika Kladuša otpočela masovna uhićenja srpskih civila. Najprije je 21. srpnja 1941. uhićeno 30 osoba koje su provedene u logore u Lici, gdje su pogubljeni, a narednih dana uslijedila su masovna uhićenja svih odraslih muškaraca od kojih su mnogi ubijeni.[143]

- 22. srpnja 1941: Strijeljanje 6 komunista u Sisku, među kojima je 5 bilo hrvatske, a 1 srpska nacionalnosti. Publicirana su imena stradalih.[144]

- 22. – 23. srpnja 1941: Ustaške vlasti u Koprivnici uhitile su sve koprivničke Židove i izolirali ih u logoru Danica. Ukupno je uhićeno 213 osoba, oba spola i svih doba starosti. Ubrzo su iz Danice transportirani u logor Jastrebarsko, zatim u Gospić, a potom u Kruščicu kod Travnika, odakle su muškarci odvedeni u Jasenovac, a žene u Loborgrad. Gotovo svi muškarci poubijani su u Jasenovcu, a od žena i djece, koji su 8. lipnja 1942. iz Loborgrad odvedeni u Auschwitz, nitko se nije vratio.[4]

- 22-23. srpnja 1941: Ustaške vlasti u Ludbreg u pokraj Varaždin a uhitile su 29 židovskih i 26 srpskih stanovnika i deportirali ih u logor Danica, odakle su upućeni u druge logore NDH. Ova lica su uglavnom stradala u Jadovnom, Metajni, Jasenovcu, Staroj Gradiški i Lepoglavi.[145] Publikovana su imena stradalih. Uhićeni Židovi su bili stanovnici Ludbrega, a uhićeni Srbi stanovnici ludbreških sela Čukovec i Torčec. Židovi su pohapšeni svi, bez obzira na spol i starost, a srpska uhićenici su bili isključivo odrasli muškarci.[146]

- 23-24. srpnja 1941: Ustaše pohapsile oko 150 mještana Bosanskog Petrovca i okoline i potom ih strijeljali u blizini ovog mjesta.[147]

- 24. srpnja 1941: Uhićenje oko 120 srpskih muškaraca u selima u okolici Bosanske Krupe: Vranjska, Mrkonjić, Vučijak, i druga. Masovnom uhićenju je prethodio otpor i ubojstvo jednog ustaše tijekom prethodnog uhićenja. Uhićenici su provedeni, kako se ističe u literaturi, u Karlobag, gdje su pobijeni.[148]

- 24. srpnja 1941: Transport 31 Židova i 8 " Srba - komunista " iz Banje Luke u logor Gospić. Publicirana su imena transportovanih lica.[149]

- 24. srpnja 1941: Transport 26 židovskih i 30 srpskih civila iz Siska u logor Gospić. Publicirana su imena transportovanih lica.[149]

- 24. srpnja 1941: Strijeljanje 7 komunista u Karlovcu, od kojih su petorica bili hrvatske, a dvojica srpskih nacionalnosti. Publicirana su imena stradalih.[150]

- 24. – 27. srpnja 1941: Pokolj u Banskom Grabovcu pokraj Gline. U Banskom Grabovcu su 24. srpnja 1941, neposredno poslije ustaničke oružane akcije, koncentrirane znatne ustaške snage, iz Petrinje, Gline i Zagreba, pod rukovodstvom Božidara Cerovskog, šefom Ravnateljstva ustaškog redarstva iz Zagreba. Ustaše su izvršile uhićenja srpskih muškaraca u kotarevima Glina i Petrinja. Uhićenici su potom odvedeni u Banski Grabovac gdje su ubijani od 25. do 27. srpnja 1941. Također, u Banski Grabovac provedeni su i zatočenici ustaških zatvora iz Siska, Petrinje, Gline, Kostajnice i Dvora. U literaturi se navodi da je samo iz ustaškog zatvora u Sisku doprijemljeno oko 100 zatvorenika. Procjenjuje se da je tada uhićeno ili dovedeno iz zatvora oko 1.285 ljudi. Oko 800 je ubijeno i pokopano u tri velike masovne grobnice u šumi nedaleko od željezničke stanice Banski Grabovac, a preostali su odvedeni u logor Jadovno, gdje su ubijeni. Najviše pohvatanih bilo je s područja kotara Glina : iz sela Dragotina - 146, iz Klasnić a - 72, iz Dabrina - 30, iz Buzetu. Ustaše su izvršile uhićenja srpskih muškaraca iu seoskim općinama Banski Grabovac, Kraljevčani i Mali Gradac. Pominje se, bez navođenja poimeničnih podataka, da je na području kotara Glina, 24-27. srpnja 1941, uhićeno 782 osoba. Likvidacijama je prisustvovao i Eugen Dido Kvaternik. Zločin je preživio Ananije Šteković koji je poslije rata svjedočio o svom iskustvu.[151]

- 25. srpnja 1941: Uhićenje 32 srpskih seljaka u selu Klišević između Bihać ai Kulen Vakufa. Uhićenje je naredio ustaški načelnik seoske općine Lipa, Džafer Ibrahimpašić. Uhićenici su odvedeni u susjedno naselje Ćukovi gdje su tučeni, a potom u Ripač gdje su pobijeni na lokaciji Zabarice.[152]

- 26. srpnja 1941: Transport 47 Srba iz Siska u logor Gospić. Publicirana su imena transportovanih lica.[149]

- 26. srpnja 1941: U selu Bunić, pokraj Korenice, u zgradi žandarmerijske stanice, ustaše su 26. srpnja 1941. masakrirale 80 žitelja, među kojima nekoliko desetaka stanovnika sela Ljubovo pokraj Bunića. Uskoro je početkom kolovoza uslijedio i zločin na pravoslavnom groblju u istom selu kada je ubijeno nekoliko desetaka ljudi.[153]

- 26. srpnja 1941: Ubojstvo 12 srpskih stanovnika sela Poljani pokraj Topuskog, uključujući i ubijanje žena. Zločin su izvršile ustaše iz Topuskog i okolnih sela. Istog dana ustaše su u Poljanima uhitili 34 stanovnika koji su nedugo potom stradali u pokolju u pravoslavnoj crkvi u Glini. Publicirani su poimenični podaci o stradalima.[154]

- 26. srpnja 1941: Lokalne ustaške vlasti u Garešnici deportirale 15 srpskih muškaraca iz Garešnice i okolnih sela u logor Gospić.[155]

- 26. srpnja 1941: Najmasovnije uhićenje srpskog i židovskih muškaraca u Karlovcu. Prema podacima povjesničara Đure Zatezala, u logoru Jadovno ubijena su 82 stanovnika Karlovca uhićena ovog datuma i po 1 stanovnik uhićen 25. srpnja i 27. srpnja 1941. Publikovani su podaci o 153 stanovnika Karlovca koji su stradali u logoru Jadovno.[48]

- 26. srpnja - 2. kolovoza 1941: Zločini nad Srbima u kotaru Vrginmost. Poimenice su poznati podaci o 881 stradalih osoba, ubijenih u ovim okolnostima : općina Topusko - 640, općina Bović - 126, općina Vrginmost - 74, općina Lasinja - 23, općina Čemernica - 18. Većina ovih lica ubijena su na stratištima u okolici Topuskog, a oko 200 osoba je zaklano u Bogorodičinoj crkvi u Glini.[156] U kampanji ustaških zločina genocida nad stanovništvom Korduna, od 24. srpnja do 8. kolovoza 1941, na području kotara Vrginmost ubijeno je 2.225 lica srpske nacionalnosti.[157]

- 26-27. srpnja 1941: Nastavak protjerivanja srpskog stanovništva s područja kotara Podravska Slatina u Srbiju. Iz Voćina je prinudno raseljeno 27, a iz Miljevaca 20 stanovnika.[158]

- 27. srpnja 1941: Pokolj nad srpskim stanovištvom seoske općine Ličko Petrovo Selo. Pokolj nad stanovništvom seoske općine Ličko Petrovo Selo u najintenzivnijem obliku dogodio se 27. srpnja 1941. kada je u sedam sela ove općine, uključujući Ličko Petrovo Selo, Željavu, Rešetar, pohapšeno 313 muškaraca i odveženo kamionima i na brutalan način pobijeno u Garavicama pokraj Bihaća. Ubijeni muškarci su se odazvali pozivu ustaških vlasti na javne radove i pohvatani su na prijevaru. Najodgovorniji za provođenje ovih zločina bio je ustaški funkcioner Ljubomir Kvaternik. Nakon ovog pokolja lokalno stanovništvo se više nije odazivalo lažnim pozivima na javne radove, pogotovo s obzirom na to da početkom kolovoza 1941. na području kotara Korenica izbija narodni ustanak pod vodstvom komunista, koji će uskoro poprimiti karakter partizanskog rata.[159]

- 27. srpnja 1941: Uhićenje i ubijanje oko 100 srpskih muškaraca u Bravsko m pokraj  Bosanskog Petrovca. Hapšenja muškaraca u Bravskom vršena su i narednih dana. Jedan dio muškaraca ubijen je kolektivnim spaljivanjem. Narednih dana ustaše su izvršili ubijanje lokalnih žena i djece, koji su se okupili da pokopaju mrtve. Uhićene žene i djeca ubijeni su kolektivnim spaljivanjem. Ovom prilikom ubijeno je oko 85 osoba, kako se navodi u literaturi. Ove zločine izvršili su ustaše pristigli iz Banje Luke i Sanskog Mosta. [160][176][176][176]
- 27-31. srpnja 1941: Stradanje više stotina srpskih stanovnika na području Ključ a. Stradali su stanovnici okolnih sela nastanjenih srpskim stanovništvom, ali i stanovnici grada Ključa. Prema podacima iz literature, u ovom intervalu zabilježeno je ubijanje većeg broja muškaraca u mikroregionu Sanica pokraj Ključ a. Stradali su stanovnici sljedećih naseljaćih naselja : Biljani Donji, Biljani Gornji, Budelj Gornji, Korjenovo, Pištanica, Prisjeka Donja, Prisjeka Gornja,  Sanica, Sanica Donja, Sanica Gornja i Zavolje. U korištenoj literaturi se ne navodi broj stradalih. Ubojstvima je prethodilo kolektivno uhićenje srpskog stanovništva na ovom području, bez obzira na spol i dob, počevši od 27. srpnja. Međutim, iako su bili uhićeni, žene i djeca u ovim selima su pošteđeni ubijanja. li uhićeni, žene i djeca u ovim selima su pošteđeni ubijanja.[160] Također, ubijanje srpskih stanovništva provođeno je iu gradu Ključu. Podaci o broju stradalih na području Ključa i okoline, od 27, srpnja do 2. kolovoza 1941, nisu precizni i variraju u izvorima. U korištenoj literaturi se navodi da je posljednjih dana srpnja 1941. na području Ključa i okolnih sela ubijeno od strane ustaša 902 lica.[161] Izvori NDH provenijencije spominju različite brojke strijeljanih : od 400[162] do 500 osoba iz Ključa i okolnih sela.[163] Prema postojećim podacima, izvršitelji ovih zločina bili su pripadnici 5. jurišne ustaške satnije iz Zagreba, na čelu s natporučnikom Josipom Kurelca, kao i lokalne ustaše.[161]
- 27. – 28. srpnja 1941: Pokolj nad stanovništvom sela Meljinovac pokraj Donjeg Lapca. Na dan ustanka naroda kotara Donji Lapac i naroda Like, koji se vezuje za oslobođenje Srba, 27. srpnja 1941, ustaše iz Boričevca i Kulen Vakufa, upali su u selo Meljinovac i ubili dio stanovnika na licu mjesta, a ostatak zarobljenika odveli su u Zavalje i 28. srpnja 1941. ubili ih pokraj jame Delić. Publicirani su poimenični podaci o 82 ubijena stanovnika Meljinovca u ova dva dana.[164]

- 27. – 28. srpnja 1941: U selima oko Glamoča ustaše su uhitili oko 200 Srba, au samom mjestu oko 20. Uhićenici su potom odvedeni i ubijeni pokraj jedne jame u blizini puta Glamoč - Livno. U danima nakon ovog zločina, livanjske i bugojanske ustaše su izvršile pokolje nad stanovništvom srpske sela Podgradina i Vrba. Pojedini izvori procjenjuju da je u ovoj kampanji ubijanja u kotaru Glamoč ubijeno oko 500 ljudi.[165]

- 27. srpnja - 2. kolovoza 1941: Stradanje stanovnika sela Rešetar (kotar Korenica). U razdoblju od 27. do 30. srpnja ustaše su na stratištu Garevice pokraj Bihaća ubili 55 muškaraca iz Rešetara, a istovremeno na stratištu pokraj sela Prijeboj, od 27. srpnja do 2. kolovoza, ubili su 31 muškarca iz Rešetara. Publicirani su poimenični podaci o stradalima.[166]

- 28. srpnja 1941: Uhićenje oko 60 odraslih muških stanovnika, srpska nacionalnosti, u selu Kljevci pokraj Sanskog Mosta. Uhićenje je izvršeno na prevaru od strane lokalnih ustaša iz Kljevaca. Uhićenici su provedeni u ustaški zatvor u Sanskom Mostu i ubrzo su ubijeni.

- 28. srpnja 1941: Uhićenje 76 srpskih muškaraca u selu Ponikvari pokraj Topuskog od strane ustaša iz PONIKVAR i Topuskog. Uhićenici su zatvoreni u Topuskom i nedugo potom su stradali u pokolju u pravoslavnoj crkvi u Glini. Sutradan, 29. srpnja, ustaše su uhvatile 8 žena iz PONIKVAR koje su nosile hranu muževima i očevima u Topusko i poklali ih u šumi Kaurić jarak. Publicirani su poimenični podaci o stradalima.[167]

- 28. srpnja 1941: Uhićenje 23 srpskih muškarca u Topuskom. Pretpostavlja se da su ova lica ubijena u logoru Jadovno. Publicirani su poimenični podaci o stradalima.[168]

- 28. srpnja 1941: Ustaše ubile oko 50 stanovnika sela Polača pokraj Knina.[169]

- 28. srpnja 1941: Ustaše ubile 17 Srba iz Grubišnog Polja i okolnih sela.[170]

- 28. srpnja 1941: Početak višednevnih masovnih zločina nad srpskim stanovništvom kotara Livno. Prema nepreciznim izvorima pobijeno je na stotine stanovnika sela u Livanjskom poljuolju : Donji Rujani, Gornji Rujani, Čeprazlije, Golinjevo, itd. Ubojstva su vršena bez obzira na spol i starost stanovništva. Likvidacije su vršene u blizini sela Polog na obroncima Dinare.[171]

- 28. srpnja - 3. kolovoza 1941: Stradanje srpskog stanovništva Starog Naselja pokraj Topuskog. Ustaše su odgovorne za smrt 601 stanovnika Starog Naselja tijekom Drugog svjetskog rata. Na izlazu iz Starog Sela prema Topuskom, u dugačkoj Luci, u vremenu od 28. srpnja do 3. kolovoza 1941, ustaše su ubile oko 250 lokalnih seljaka, a na lolalitetu Bobića obala, prema Vrnograč, istovremeno, 28. i 29. srpnja usmrtili su 36 mještana među kojima je bilo 16 djece. Počinioci zločina bili su ustaše iz zaseoka Bijeljevina pokraj Starog Sela kao i ustaše iz Topuskog i okoline. Publicirani su poimenični podaci o stradalima.[172][173]

- 29. srpnja 1941: Prvi masovni ustaški pokolj nad stanovništvom kotara Vojnić. Zločin je izvršen u selu Krnjak, na stratištu Ivanović jarak, gdje je pobijeno oko 96 osoba s područja kotara Vojnić i Vrginmost. Najodgovorniji za provođenje ovog zločina bili su Božidar Cerovski, izaslanik ravnateljstva za javni red i sigurnost NDH i ustaški povjerenik općine Krnjak Dragutin muic iz Vukmanić. Trojica muškaraca uspjela su pobjeći sa stratišta i ostavili su svjedočenje o ovim događajima.[174]

- 29. srpnja 1941: Ubojstvo 8 muškaraca iz sela Ljubovo pokraj Korenice. Njihova tijela bačena su u jamu na Prijeboju, u blizini Plitvica. Publicirana su imena stradalih. Prema dostupnim podacima u ovu jamu je krajem srpnja 1941. bačeno 119 osoba s područja Like.[175]

- 29. srpnja 1941: Upad ustaša iz Gline u sela u okolici Vrginmosta. U Kozarcu je uhvaćeno 11, u Boviću 20, u Stipanu 15, au Golinja 10 odraslih muškaraca koji su ubijeni u Prekopi pokraj Gline. Publicirani su poimenični podaci o stradalima.[176][177]

- 29. srpnja 1941: Zločin ustaša iz Gline i okolnih sela nad stanovništvom srpske sela Donje Selište, Gornje Selište, Šibine i Balinac pokraj Gline. Ubijen je veći broj muškaraca i žena.[178]

- 29-30. srpnja 1941: Pokolj u glinskoj crkvi. Ustaše su od 26. do 28. srpnja 1941. pohvatale veći broj srpskih muškaraca na području Topuskog i Čemernice. Uhićenici su potom transportirani u Glinu gdje su likvidirani klanjem u tamošnjoj pravoslavnoj crkvi. Prema dostupnim podacima, u crkvi u Glini 29-30. srpnja 1941. zaklano je najmanje 203 osoba. Od ovog broja 65 su bili stanovnici Gređani 6 Katinovca 9 Male Vranovine 26 Poljana 63 PONIKVAR 2 Starog Sela 22 Topuskog 9 Čemernice i 1 Malick.[179]

- 29. – 30. srpnja 1941: Ustaše ubile 38 Srba s područja Klasnića,  Malog Gradca i Obljaja, kotar Glina, uhićenih počevši od 27. srpnja 1941. Zločin je izvršen na lokalitetu Latinov, između sela Marinbrod i Novo Selo Glinsko. zmeđu sela Marinbrod i Novo Selo Glinsko.[180]

- 30. srpnja 1941: Uhićenje 16 seljaka iz Donjih Dubrava na sajmu u Ogulinu. Pohapšeni seljaci su ubrzo ubijeni.  su ubrzo ubijeni.[181]

- 30. srpnja 1941: Ubojstvo većeg broja srpskih civila s područja Slunja na stratištu Mehine stanje, između Slunja i Velike Kladuše. Publicirani su poimenični podaci o stradanju 18 srpskih muškaraca iz Cetingrada 37 muškaraca iz sela Maljevac 0,36 muškaraca iz sela Ruševica i 5 muškaraca iz sela Grabarska.[182] Drugi izvori navode da je na stratištu Mehine stanje 30. srpnja 1941. ubijeno između 130 i 150 muškaraca. Inspirator ovog zločina bio je Božidar Cerovski.[183]

- 30. srpnja 1941: Ubojstvo 161 srpskih muškarca iz sela u okolici Slunja na brdu Bliznice pokraj sela Broćanac. Zločin su izvršili ustaše i pitomci dočasnički škole iz Zagreba, zatim ustaše iz Gline i Petrinje koje je doveo u Slunj zamjenik ravnateljstva za javni red i sigurnost NDH, Božidar Cerovski, te ustaše i oružnici iz Slunja i Rakovice, kojima je rukovodio ustaški časnik Vital Baljak. Ubojstvima je prisustvovao Božidar Cerovski osobno. Žrtve su poticale iz selasela: Broćanac, Dujić Brdo, Brezovac, Nova Kršlja, Oštarski Stanovi, Močila i Stara Kršlja. Oko 90 žrtava bačeno je u jamu Špejarka na brdu Bliznice, a istog dana je u blizini jame ubijen 71 muškarac. Ovaj zločin je preživio Milan Kvočka iz Broćanca o čemu je svjedočio nakon rata.[184][185]

- 30. srpnja 1941: Ubojstvo većeg broja srpskih muškaraca iz sela u okolici Slunja u mjestu Lađevac. Publikovani su podaci o 38 ubijenih iz sela Zbjeg 17 iz sela Furjan 13 iz sela Slušnica 9 iz sela Tobolić 6 iz sela Tržić, 2 iz sela Zečeva Varoš. �]], 2 iz sela Zečeva Varoš.[186]

- 30-31. srpnja 1941: Masovno hapšenje židovskih muškaraca u Osijeku. U literaturi se spominje uhićenje oko 500 osječkih Židova u ovim okolnostima. Uhićenici su zatvoreni u osječkoj Tvrđi i, potom 0,8-9. kolovoza 1941. transportirani u sabirni logor " Zagrebački zbor ", a zatim u logor u Gospić te nekoliko dana kasnije iz Gospića odvedeni u logor Jadovno, gdje su usmrćeni.  Jadovno]], gdje su usmrćeni.[187]

- 30-31. srpnja 1941: Ubojstvo 30 srpskih seljaka iz Plaškog i sela u sjevernoj Lici (Janja Gora, Međeđak, Kunić, Latini, Podhum, Jezero). Ubijeni seljaci su uhićeni na sajmu u Ogulinu 30. srpnja i likvidirani su u noći između 30. i 31. srpnja 1941. pod Klekom kod Ogulina. Publicirani su poimenični podaci o stradalima.[188]

- 30-31. srpnja 1941: Ustaše iz sela Bučica, pokraj Gline, uz pomoć ustaša pristiglih iz Zagreba, uhvatile 72 srpskih seljaka s područja seoske općine Bučica (sela: Gornje Taborište, Donje Taborište, Donja Trstenica. Od ovog broja uhićenih 24 šalju za Glinu (gdje će uskoro biti pogubljeni), a ostalih 48 ubijaju u šumi Kobiljača.[180][189]

- 31. srpnja 1941: Ustaše iz sela Bučica, pokraj Gline, uhvatile u Donjoj Bučić i istog dana ubile 19 srpskih 11 romskih i 3 hrvatska stanovnika. ka stanovnika.[190]

- 31. srpnja 1941: Prema naređenju Jure Francetića, ustaškog povjerenika za Bosnu i Hercegovinu, od 31. srpnja 1941, na području kotara Ljubinje uhvaćeno je 235 osoba srpske nacionalnosti, uglavnom žena i djece. Prema podacima Velike župe Dubrava, od ovog broja uhićenih, u logor Gospić upućeno je 145 lica. ć upućeno je 145 lica.[191]

- 31. srpnja 1941: Ubojstvo 41 srpskih muškarca iz sela Golinja (kotar Vrginmost). Ubojstvo su izvršile ustaše iz susjednog sela Bučica na čelu s Milom Išek. Zločin je izvršen u šumi Kobiljača. Dva dana prije ovog događaja (29 srpnja 1941) stradalo je 10 stanovnika Golinja. Njih su pohvatale ustaše u Boviću i Kozarcu i zajedno sa stanovnicima ova dva sela pobili u Prekopi pokraj Gline, tako da je naselje Golinja 29-31. srpnja 1941. izgubilo 51 odraslog muškog stanovnika. Publicirani su poimenični podaci o stradalima.[192][193]

- 31. srpnja 1941: Ubojstvo 43 srpskih muškarca iz sela u okolici Slunja na lokalitetu Taborište nedaleko od Slunja. Većina ubijenih uhvaćeni su istog dana na sajmu u Slunju i poticali su iz Maljevcu, Ruševica, Brezovca, Donjeg Kremena, Gornje Gline, Miljevci, Cvijanović Brda, Kosjerskog Naselja, Kutanja, Rabinja, snošaju, Stojmerić, Glinice, Crnog Vrela, Srpski Blagaja, Grobnika, Donjeg Primišlja, Dvorišta, Kestenovca i Blata kod Plaškog. Prema izjavama počinitelja zločina, žrtve su žive bačene u jamu Vrtača na Taborištu. Inspiratori zločina bili su ustaški natporučnik Jure Kutnjak i ustaški emigrant Mladen Marković. Poznata su imena dijela počinitelja zločina. Zločin je preživio Milutin Lovrić koji je o ovom događaju svjedočio nakon rata nakon rata[184]

- 31. srpnja 1941: Strijeljanje 15 stanovnika sela Bobota pokraj Vukovar a na lokalitetu Dudik na obodu Vukovara. Ova lica uhićena su 26. srpnja 1941. prilikom racije u Boboti. Zločin je proveden pod opravdanjem kažnjavanja " pomagača organizirane komunističke zavjere ". Publicirana su imena stradalih. adalih.[194]

- 31. srpnja 1941: Ubojstvo 74 srpskih stanovnika sela Ploča pokraj Gračaca, bez obzira na spol i dob. Publicirani su poimenični podaci o stradalima.[195]

- Kraj srpnja 1941: Masovno stradanje srpskog stanovništva Cazinske krajine na stratištu Garavice pokraj Bihać a. U pitanju su zločini nad odraslim muškim stanovništvom, da bi od početka kolovoza 1941. ustaše započele istrebljenje cjelokupnog srpskog stanovništva na ovom području. Publicirani su poimenični podaci o stradanju stanovništva Cazinske krajine na Garavicama, krajem srpnja 1941. Kotar Bihać: Donja Gata (64), Gornja Gata (22); kotar Cazin:  Bukovica (23), Rujnica (89), Gradina (14), Vrelo (23), Mutnik (1). Poznat je datum stradanja muškog stanovništva cazinskih sela Krndija (35) i Tržačka Raštela (23) na Garavicama (31. srpnja 1941). Najodgovorniji za provedbu tih zločina bili su ustaški funkcioner Ljubomir Kvaternik, veliki župan velike župe Krbave i psát, i ustaški poručnik Enver Kapetanović. Zločine su izvršili ustaše s područja Bihaća i Cazina.[196]

- Kraj srpnja 1941: Masovno stradanje srpskog stanovništva Cazinska krajina e na stratištu Vučja jama u šumi Osoj nedaleko od sela Vrsta pokraj Bihać a. U pitanju su zločini nad odraslim muškim stanovništvom. Publicirani su poimenični podaci o stradanju stanovništva Cazinske krajine na ovom stratištu, krajem srpnja 1941. Kotar Cazin: Mutnik (25), Ćoralići (15),  Selište (13), Rujnica (8), Gradina (6),  Jankovac (7), Zlopoljac (6), Bukovica (5). Kotar Bihać: Donja Gata (5), Gornja Gata (2), Vrsta (4), Bugar (1). Sa stratišta su uspjeli pobjeći Đuka Petković i Đuro Mudrinić, koji su poslije rata svjedočili o svom iskustvu. Najodgovorniji za provedbu tih zločina bili su ustaški funkcioner Ljubomir Kvaternik, i ustaški poručnik Enver Kapetanović. Zločine su izvršili ustaše s područja Bihaća i Cazina.[197]

- Kraj srpnja 1941: Masovno stradanje srpskog stanovništva na području kotara Bihać. Ustaše su prethodno (24. lipnja 1941.) protjerali cjelokupno srpsko i židovsko stanovništvo iz grada Bihaća. Najintenzivniji zločini na području istočnog dijela kotara Bihać (sela istočno od desne obale Une) odgodili su se od 27. srpnja 1941. Tada je u selu Ripač uhićeno 19 muškaraca, u Hrgar u 10, u Pritoci oko 150, u Lipi 32, u Ripču, Golubiću i okolnim selima oko 30, au Račiću i Lohovu oko 400. Dio uhićenika je ubijen na Zabaricama pokraj Ripča, dio u Kulen Vakufu, a najveći broj u Garavicama pokraj Bihaća, krajem srpnja iu prva dva dana kolovoza 1941. Mnogi su iskusili boravak i mučenje u ustaškom zatvoru Kula u Bihaću.Najodgovorniji za provođenje ovih zločina bili su ustaški funkcioner Ljubomir Kvaternik, i ustaški poručnik Enver Kapetanović.[198]

- Kraj srpnja 1941: Masovno stradanje srpskog stanovništva s područja kotara Bosanska Krupa. Uhićenja su najprije započela u Bosanskoj Krupi gdje su uhićeni lokalni srpski stanovnici, uključujući čitave obitelji. Zatim su uhićenja nastavljena 25. srpnja u obližjim selima, osobito u Vranjskoj. Tijekom 28. srpnja, kada je bio pazarni dan, u Krupi su uhićeno oko 80 srpskih seljaka iz okoline (Mali Radić, Hašani, Suvaja, Vojevac, Gudavac, Srednji Bušević, Gornji Bušević, Veliki Dubovik, Mali Dubovik, Jasenica). Zločini su provođeni u selima, na licu mjesta, u Bosanskoj Krupi, kao i na stratiištu na Crnom jezeru. Dio ubijenih pobacano je u rijeku Unu.[199] Objavljeni su poimenični podaci o stradanju srpskog stanovništva u selima na lijevoj obali Une u kotaru Bosanska Krupa: Perna (46), Podgomila (81), Pištaline (15). Osim stanovništva s lijeve obale Une, stradalo je i stanovništvo kotara Bosanska Krupa s desne obale ove rijeke. Također, publicirani su poimenični podaci o 302 stradala lica srpske nacionalnosti, koji su bili stanovnici grada Bosanska Krupa, a koji su život izgubili 1941. Većina njih stradala je krajem srpnja i početkom kolovoza 1941.[200] Ustaše su 28. srpnja 1941. pohvatali oko 120 srpskih muškaraca s područja sela u istočnom dijelu kotara Bosanska Krupa: Jasenica, Velika Jasenica, Gorinja, Benakovac. Ovi ljudi su potom odvedeni u Bosansku Krupu gdje su mučeni u improviziranim ustaškim zatvorima i potom pobijeni u gradu, a dijelom i na Crnom jezeru.[201] Zločin na stratištu Crno jezero preživo je Rade Brkić iz Jelašinovaca, kasnije proglašen za narodnog heroja kao partizanski borac, koji je poslije rata svjedočio o svom iskustvu.[202] Najodgovorniji za organiziranje ovih zločina bili su ustaški veliki župan Ljubomir Kvaternik i ustaški logornik u Bosanskoj Krupi Husejin Muratbegović, a za provođenje zločina najodgovorniji su bili ustaški poručnik Enver Kapetanović i ustaški natporučnik Nikola Orešković.[200]

- 31. srpnja - 1. kolovoza 1941:Ubojstvo većeg broja srpskih stanovnika na području Prijedora i okolnih sela. Publicirani su poimenični podaci o 220 ubijenih osoba koji su stradali u Prijedoru, među kojima je bio velik broj željezničkih radnika, uključujući i stanovnike okolnih naselja. Ustaše su blokirale grad i pohapsile odrasle srpski muškarce. Ubojstva su vrpena na nekoliko lokacija u gradu iu neposrednoj okolici grada. Prema dostupnim podacima ustaše su posljednjih dana srpnja 1941. uhitili oko 60 rudara srpskih porijekla u rudniku Ljubija, koji su kasnije deportirani u logor Jasenovac. Ovo nisu jedini zločini ustaša na području kotara Prijedor krajem srpnja i početkom kolovoza 1941. Prema podacima Državne komisije za utvrđivanje zločina okupatora i njihovih pomagača, na području kotara Prijedor u ovih nekoliko dana ubijeno je oko 700 ljudi. Zločini su nastavljeni u okolici Kozarca i Omarske u prvim danima kolovoza 1941.[203]

- 31. srpnja - 2. kolovoza 1941:Ubojstvo 168 stanovnika s područja Omarske i okolnih sela. "Samo u Niševićima ubijeno je 44 stanovnika kao odmazda zbog rušenja željezničke pruge između Piskavice i Omarske."[204]

- 31. srpnja - 2. kolovoza 1941:Ustaška jedinica stacionirana u Kozarcu pokraj Prijedor a izvršila pokolj nad većim brojem stanovnika iz 13 sela kotara Prijedor na lokaciji Zajednice pokraj Kozarca (ukupno: 173 muškarca). Publikovani su podaci o stradanju stanovništva po seoskim naseljima: Babići (17), Balte (5), Bistrica (4), Dera (17), Donji Garevci 22, Gornji Garevci (13), Donji Orlovci (7), Jaruge (14), Kamičani (5), Kozarac (3), Lamovita (32), Petrov Gaj (3), Trnopolje (30). Prema podacima iz literature, ovo nije konačan broj ubijenih osoba na lokaciji Zajednice pokraj Kozarca, u ova tri dana. Navodi se pretpostavka da je na ovoj lokaciji ubijeno 487 ljudi.[205]

- 31. srpnja - 2. kolovoza 1941:Stradanje srpskog seoskog stanovništva na području kotareva Kostajnica i Petrinja. S područja seoskih općina Majur i Staza, pokraj Kostajnice, odvedena su 72 muškarca i ubijena na mjestu Bajića jame pokraj Kostajnice. Ustaše iz Sunje vrše uhićenja na području općina Sunja i Mala Gradusa i strijeljaju uhićenike na lokaciji Mrcinište u Sunji. Ustaše iz Kostajnice hvataju muškarce iz sela Čukur i odvode ih na stratišta Bajića jame i Stevanovo brdo, gdje ih strijeljaju. Zbog ovih uhićenja masa srpskih stanovništva s područja kotareva Glina, Petrinja i Kostajnica potražila je utočište u zbjegu na gori Šamarici pod zaštitom ustaničkog odreda.[206]

## Kolovoz
- Početak kolovoza 1941: Osnovan logor Kruščica pokraj Viteza. Prvo je u logoru zatočeno nekoliko desetina Srba koji su ubrzo (5. kolovoza 1941) pobijeni. Potom je u logoru zatočeno oko 3.000 Židova, pretežno iz Sarajeva.[207][208]

- Početak kolovoza 1941: Ustaše iz okoline Kostajnice izvršili hvatanje oko 40 srpskih stanovnika sela Kukuruzari. Kako se navodi u literaturi, u hvatanju lokalnih Srba sudjelovao je i župnik iz Kukuruzara, Antun Lizatović, pripadnik ustaškog pokreta. Uhićene osobe potom su pobijena u na masovnom stratištu Bajića jame pokraj Kostajnice.[209]

- Početak kolovoza 1941: Ustaše predvođene Leonom Togonal izvršile napad na nekoliko sela u okolici Ljubinja. Spaljeni su Bančići, Pocrnja i Pustipust, a ubijeno je 13 osoba, mahom iz Bančića.[210]

- 1. kolovoza 1941:Prvo masovno strijeljanje u Sarajevu ustaše su izvršile 1. kolovoza 1941. u znak odmazde zbog diverzije u željezničkoj radionici. Tada je strijeljano 20 talaca (komunista i simpatizera KPJ; 12 srpskih i 8 židovske nacionalnosti) i odvedeno u logore oko 30 simpatizera KPJ, različitih nacionalnosti. Tijekom naredna dva mjeseca strijeljano je dvadesetak drugih komunista i simpatizera KPJ, uključujući narodnog heroja Radojku Lakić.[211][212]

- 1. kolovoza 1941:Stradanje srpskih stanovnika etnički mješovitih sela cebar i Brišnik pokraj Duvna. Nastradale su čitave obitelji. Žrtve su pobacane u jamu Slipić. Zločinom je rukovodio Marijan Pranjić, ustaša iz Brišnika. Dostupni izvori procijenjuju da je stradalo oko 130 osoba.[213]

- 1. kolovoza 1941:Ubojstvo oko 80 srpskih stanovnika mjesta Dobrljin, između Bosanskog Novog i Bosanske Kostajnice.[214]

- 1. kolovoza 1941:Ubojstvo oko 50 srpskih seljaka iz okoline Ljubije pokraj Prijedora. Ovaj broj stradalih spominju izvori NDH podrijetla.[215]

- 1. kolovoza 1941:Ubojstvo 19 srpskih muškaraca iz sela Komić i jednog muškarca iz sela Kurjak (kotar Udbina). Zločin su izvršile ustaše iz Lovinca. Publicirana su imena stradalih. Na području kotara Udbina ustaše su do izbijanja partizanskog ustanka, dakle, do početka kolovoza 1941, ubile 185 osobe: Visuć (17), Jošan (18), Mekinjar (30), Tolić (8), Krbava (12), Svračkovo Selo (13), Srednja Gora (6), Kurjak (8), Čojlik (5), Rebić (2), Udbina (20), Mutilić (21), Komić (19), Ondić i Krčana (4). Među ovim osobama bilo je 165 muškaraca i 20 žena. Većina je ubijena u seoskim atarima, a 46 ih je stradalo u logorima u Lici (Gospić, Jadovno).[216][217]

- 1. kolovoza 1941:Uhićenje 25 Židova u Križevcima. Od ovog broja samo je 9 preživjelo rat. Ostali su stradali u logorima na teritoriju NDH.[4]

- 1. kolovoza 1941:Uhićenje oko 250 srpskih žena i djece iz Topuskog i okolnih sela i njihovo zatvaranje u ustaškom zatvoru u Topuskom. Zatočenici su bili podvrgnuti torturi, a pojedine zatočenice su silovane. Nakon desetak dana jedan dio uhićenika je pušten.[218]

- 1. kolovoza 1941:Uhićenje 30 srpskih muškaraca u Bijeljini koji su istog dana izolirani u lokalnom ustaškom zatvoru. Istog dana u zatvor je dopremljeno i 15 srpskih muškaraca iz sela Popovi. Uhićenici su sutradan deportirani u ustaški logor u Gospiću. Jedan dio uhićenika iz Bijeljine ubijen je u logoru Jadovno, a ostali su sprovedeni u logor Jasenovac. Četvorica građana Bijeljine, uhićenih 1. kolovoza 1941, pušteni su iz jasenovačkog logora 30. ožujka 1942. Publicirana su imena 30 uhićenika iz Bijeljine.[219] Publikovani su podaci o 111 stanovnika kotara Bijeljina koji su ubijeni u ustaškim logorima u Lici, u ljeto 1941.[25]

- 1. kolovoza 1941:"Prvog kolovoza 1941. pokupljeni su svi Židovi u srezu žepačkom, gdje je živjelo oko 250 Židova, i to u Zavidovići ma oko 170, u Begovom Hanu 20, a 60 u Žepču. Ostalo je svega 2 Židova jer su živjeli u mješovitom braku. Iz logora se vratilo 5, iz izbjeglištva 6. Židovi Žepča stradali su u logorima Jasenovac i Stara Gradiška. svi su završili svoj život 27. prosinca 1941. "[220]

- 1. kolovoza 1941:Uhićenje većeg broja muškaraca srpske i židovske nacionalnosti u gradu Visoko. Uhićenici su potom transportirani u ustaške logore u Lici gdje su ubijeni tijekom kolovoza 1941. Prema podacima povjesničara Đure Zatezala, u logoru Jadnovno ubijena su 62 stanovnika Visokog., pri čemu se za 47 osobe navodi da su uhićena 1. kolovoza 1941. Od 62 Visočana ubijena u Jadovnom 0,16 su bili židovske, a 46 srpske nacionalnosti. Publicirani su poimenični podaci o stradalima.[25] Preostali židovski muškarci iz Visokog odvedeni su u logor jasenovac, 30. listopada 1941, a njihove žene i djeca transportirani su u logor veljače 1942. Od 199 predratnih Židova u Visokom rat je preživjelo samo 18 osoba.[221]

- 1. – 2. kolovoza 1941:Masovno stradanje srpskog stanovništva Cazinske krajine. Publicirani su poimenični podaci o stradalima po naseljima. Kotar Bosanska Krupa: Perna (22), Pištaline (174), Podgomila (1). Kotar Cazin: Osredak (69), Selište (2), Krndija (3), Vrelo (18), Gradina (15), Crnaja (26). U ovom naseljima zabilježan su masovna stradanja muškog stanovništva i krajem srpnja 1941. Većina osoba koje su stradala 1. – 2. kolovoza 1941, ubijeni su u Cazin ui na stratištu Mazzini dolovi na Gnjilavcu, nedaleko od Cazina, kao i na stratištima na Čonguru, cajin potoku i Pivnici, također pokraj Cazina. Najodgovorniji za organiziranje ovih zločina bio je ustaški veliki župan Ljubomir Kvaternik, a najodgovorniji za izvršavanje zločina bili su Ale Osmanović, ustaški logornik u Cazinu, Himzo Hadžić, ustaški poručnik, Enver Kapetanović , također ustaški poručnik. Početkom rujna 1941, preživjelo stanovništvo Perne, Pištalina, Podgomile i Ćojluka (kotar Bosanska Krupa) prešlo je na desnu obali Une, na slobodnu teritoriju Podgrmeča. Ova sela su opljačkana i spaljena.[222]

- 1. – 2. kolovoza 1941:Ubojstvo petero članova obitelji Glavina u selu Dubljani u Popovom polju u Hercegovini. Poznata su imena počinitelja zločina.[223]

- 1. – 2. kolovoza 1941:Stradanje stanovništva s područja Bosanske Dubice. Najprije je od strane ustaša izvršen napad n naselje Novoselci 1. kolovoza, kada je u selu ubijeno 7 muškaraca i uhvaćeno 24 muškarca koje su likvidirani u Bosanskoj Dubici. Narednog dana ustaše su ponovo izvršili napad na selo i ubili 4 muškarca. U selu Špilja ubili su 6 stanovnika (3 žene i 3 muškarca), au selu Vrioci također 6 osoba, među kojima jednu ženu. Publicirani su poimenični podaci o stradalima.[224]

- 1. – 3. kolovoza 1941:Stradanje stanovnika Stoca. Ustaše su najprije 1. kolovoza ubile 7 bolesnika srpske nacionalnosti iz stolačke bolnice, da bi sutradan ubili 18 stanovnika Stoca, uglavnom muškaraca. Ova lica su ubijena tako što su živa bačena u bezdan na Bivoljem brdu pokraj Domanovića. Potom su 3. kolovoza stolačke ustaše pohvatale žene i djecu pobijenih stolačkih Srba s namjerom da i njih likvidiraju. Međutim, ovaj zločin su spriječili domobrani pristigli iz Mostara. Nekoliko osoba je pušteno kućama, dok su ostali (ukupno 59 osoba) sprovedeni od strane domobrana u Mostar, a odatle internirani u logore. Od ove grupe rat je preživjelo samo tri osobe, dok su ostali stradali u logoru Jasenovac.[225]

- 1. – 3. kolovoza 1941:Uhićenja srpske stanovništva na području Doboj ai okolnih sela i njihova internacija u logore. Prema svjedočenju preživjelog uhićenika, u Doboju je 1. kolovoza 1941. uhićeno 28 osoba koji su potom transportirani u ustaške logore u Lici (pretežno su ubijeni u logoru Jadovno). Zatim je 2. kolovoza uhićeno 20 stanovnika sela Kožuhe pokraj Doboja, koji su također deportirani u logore. Narednog dana, 3. kolovoza 0,39 srpska obitelj iz Doboja je deportirano u Slavonsku Požegu, a odatle, kako se ističe u izvoru, u Srbiju.[226] Prema podacima povjesničara Đure Zatezala, ulogoru Jadovno poimenice je stradalo 50 osoba s područja kotara Doboj (46 Srba 0,4 Židova i po 1 Hrvat i Bošnjak).[25]

- 1. – 3. kolovoza 1941:Ubojstvo najmanje 46 srpskih stanovnika sela Lipe pokraj Gospića, bez obzira na spol i dob. Zločin se dogodio u selu Lipe. Selo je imalo ukupno 92 civilne žrtve rata (većina je ubijena od strane ustaša 1941). Publicirani su poimenični podaci o stradalima.[227]

- 2. kolovoza 1941:Nastavak stradanja srpskog stanovništva u selima u okolici Cazin a: Osredak i Vrela. Prethodno, krajem srpnja, pohvatani je i ubijen veći broj muškaraca iz ova dva sela. Potom je 2. kolovoza uslijedio novi napad na ova naselja. U Osredcima je ubijeno ili poginulo u pokušaju pružanja otpora ustašama 0,34 stanovnika, a u Vrelima 11. Jedan broj kuća u selima je spaljen.[228]

- 2. kolovoza 1941:Masovno stradanje stanovnika sela Kljevci pokraj Sanskog Mosta. U literaturi se navodi da je tog dana uhićeno gotovo cjelokupno stanovništvo, čak 1.700 ljudi, svih dobi i oba spola. Uhićenici su potom sprovedeni u Vrhpolje gdje je dio stanovnika ubijen, dok je ostatak sproveden u ustaški zatvor u sanskom Mostu, nakon čega je dio uhićenika ubijen. Prema podacima iz literature, u ovim okolnostima stradao je 361 stanovnik Kljevaca.[229]

- 2. kolovoza 1941:Masovno hapšenje srpskog stanovništva u Ljubinju. Procjenjuje se da je uhićeno oko 200 ljudi oba spola i svih uzrasta. Oko 110 stanovnika ovog mjesta potom su sprovedeni u Čapljinu odakle su vlakom deportirani u logor Jasenovac. Preme postojećim podacima, nitko od njih nije preživio rat.[230]

- 2. kolovoza 1941:Stradanje stanovnika Žitomislića, južno od Mostara. Publicirani su poimenični podaci za 42 stradala lica.[231]

- 2. kolovoza 1941:Stradanje 48 stanovnika sela Blagaj pokraj Kupresa. Stradali seljaci su bačeni u jamu na Raičevoj kosi.[232]

- 2. kolovoza 1941:Ubojstvo 52 stanovnika zaseoka Rasoja pokraj Lovinca u Lici, bez obzira na spol i dob. Prethodno, 29. srpnja, ubijeno je 16 stanovnika Rasoja, koji su ubijeni uglavnom u Svetom Roku. Svi ubijeni (i 29. srpnja i 2. kolovoza) bili su članovi obitelji Gnjatović. Publicirani su poimenični podaci o stradalima.[233]

- 2. kolovoza 1941:Masovne likvidacije na stratištu pored željezničke postaje u selu Volinja, između Dvor ai Kostajnice. Na ovom stratištu ubijeno je 91 stanovnik sela Donji Kuljani i 26 stanovnika sela Volinja, s područja kotara Dvor i nepoznat broj stanovnika sela Grdanovci, Dobrljin i Vodičevo s područja kotara Bosanski Novi. Zločin su izvršile ustaše iz Zrina, Divuša i Bosanske Kostajnice.[234]

- 2. kolovoza 1941:Ubojstvo većeg broja lica srpske nacionalnosti, bez obzira na spol i dob, u selima u okoliciBosanskog Novog. Publicirani su podaci za 119 stradalih osoba po naseljima: Donje Vodičevo i zaselak Podgorica (65 poimeničnih stradaliih i 17 neimenovane stradale djece), Gornje Vodičevo (34 poimenično stradala i 3 neimenovana), Ravnice (10). Pretpostavlja se da ovo nisu konačni podaci.[235]

- 2. kolovoza 1941:Stradanje 14 žena i muškaraca iz srpskih sela Crni Potok pokraj Topuskog. Većina stradalih ubijena je u selu. Publicirani su poimenični podaci o stradalima. Ustanici su istog dana ubili 12 ustaša u selu.[236]

- 2. kolovoza 1941:Ubojstvo 28 žena, muškaraca i djece iz srpskih sela Katinovac pokraj Topuskog. Publicirani su poimenični podaci o stradalima. Jačanjem partizanskog pokreta u selima istočno od Petrove gore, uključujući Katinovac i Crni Potok, lokalno stanovništvo bilo je pošteđeno ustaških upada i zločina sve do ustaško-domobranske ofanzive u proljeće 1942, kada je u ovim selima ubijen velik broj stanovnika.[237]

- 2. kolovoza 1941:Strijeljanje većeg broja srpskih muškaraca iz sela Pištanica pokraj Ključa. Zločin je izvršen u selu Vrhpolje od strane ustaša s područja Ključa. U korištenoj literaturi ne navodi se broj stradalih.[238]

- 2. kolovoza 1941:Stradanje Židova grada Bugojna. Ustaše iz Bugojna odveli su odrasle židovske muškarce iz grada u susjedno naseljeGračanica gdje su ih pobili klanjem, 2. kolovoza 1941. Židovske s djecom kasnije su stradale u ustaškom logoru. U korištenoj literaturi ne navodi se broj stradalih, osim napomene da je u Bugojnu živjelo 11 židovskih obitelji koje su stradale u ratu.[239]

- 2-4. kolovoza 1941:Stradanje srpskog stanovništva sela Smiljana pokraj Gospića, pretežno žena i djece. Publicirani su poimenični podaci o stradalom stanovništvu po zaseocima. U zaseoku Bogdanić 2-3. kolovoza ubijeno je 96 stanovnika, u zaseoku Ljutača 2. kolovoza ubijeno je 18 stanovnika, u zaseoku Smiljan najmanje 53 stanovnika, u zaseoku Smiljansko Polje najmanje 107 stanovnika pretežno 3. kolovoza, u zaseoku Zablato 2. kolovoza ubijeno je najmanje 57 stanovnika, u zaseoku Selište ubijena su 3 stanovnika (u Selištu je 10-15. kolovoza 1941. ubijeno 36 stanovnika). U navedenim zaseocima sela Smiljan, početkom kolovoza 1941, ubijeno je najmanje 370 stanovnika. Prema publiciranim poimeničnim podacima, ustaše su na području seoske općine Smiljan tijekom Drugog svjetskog rata ubile 583 stanovnika.[240]

- 2. – 3. kolovoza 1941: Pokolj na mostu na rijeci Uni izmeđuMatjevića i Bosanskog Novog. Zločin su izvršile ustaše iz Bosanskog Novog i pristigle ustaše iz Zagreba. Žrtve su bili srpski civili s područja kotareva Bosanski Novi i Dvor. Toga dana ubijena su 24 stanovnika sela  Matijevići pokrajDvora.[241] Najveći broj ubijenih poticao je iz Bosanskog Novog i okolnih seoskih naselja. Žrtve su ubijane i bacane u Unu. Također, narednog dana, ubojstva su vršena u Bosanskom Novom, a žrtve su bacane u Sanu. Procjenjuje se da je na ovaj način 0,2-3 kolovoza 1941, ubijeno više stotina ljudi.[242]

- 2. – 3. kolovoza 1941:Ubojstvo 11 žena i djece u Ljubovu pokraj Korenice. Publikovani su podaci o stradalima.[175]

- 2. – 3. kolovoza 1941:Uhićenje 85 željezničara srpske nacionalnosti na željezničkoj stanici Srpske Moravice. Uhićenici će kasnije biti ubijeni u logoru Jadovno. Poslijeratni poimenični podaci govore o 63 uhićena željezničara.[243]

- 2. – 3. kolovoza 1941:Stradanje srpskog stanovništva, bez obzira na spol i dob u Bosanskom Novom. U literaturi se ističe da je 2. kolovoza zaklano oko 250 ljudi u Novom, a sljedećeg dana zaklano i strijeljano oko 380, pri čemu je veća grupa ubijenih bačena u rijeku Sanu. Ove visoke brojke nisu poimenično potkrijepljene u publikaciji iz koje se navode ovi podaci.[244]

- 2. – 4. kolovoza 1941:Masovno stradanje srpskog stanovništva iz sela u okolici Velike Kladuše na stratištu Poljica pokraj Vrnograč a. Publicirani su poimenični podaci o stradalima. Iz sela Glinica ubijeno je 182, a iz sela Bosanska Bojna 50 odraslih muškaraca. Sa stratišta je uspio da pobjegne Rade Beronja iz Glinice, koji je poslije rata svjedočio o svom iskustvu. Najodgovorniji za organiziranje ovih zločina bio je ustaški veliki župan Ljubomir Kvaternik. Zločin su izvršile ustaše pristigle iz Zagreba i Slunja, kao i ustaše iz Cazinske krajine. Dalji tok zločina na ovom području privremeno je osujećen izbijanjem narodnog ustanka pod rukovodstvom komunista.[245]

- 2. – 4. kolovoza 1941:Pokolj nad 27 stanovnika Budimlić Japre i 64 stanovnika Marina (uključujući 8 žena) u kotaru Sanski Most.[246]

- 2. – 6. kolovoza 1941:Pokolj nad stanovništvom Prebilovaca pokraj Čapljine. Ustaše su organizirali prepad na selo 2. kolovoza, iz četiri pravca, tako što su okružile naselje, s namjerom da pohvataju cjelokupno stanovništvo. Od nešto više od 1.000 stanovnika, hvatanje je uspjelo izbjeći oko 200 Prebilovčana, uglavnom odraslih muškaraca. Žene i djeca uglavnom nisu bježali jer je vladalo uvjerenje da ustaše imaju namjeru da pohvataju samo muškarce. Nakon upada u selo silovan je veći broj žena, djevojaka i djevojčica. Nekoliko desetaka stanovnika ubijeno je u samom selu, a ostatak pohvatanih je 4. kolovoza proveden u Tasovčićima, gdje su nastavljena silovanja. Nakon toga 0,5-6. kolovoza, Prebilovački žene i djeca likvidirani su pokraj jame Golubinka u blizini sela Šurmanci, nedaleko od Međugorja, u zapadnoj Hercegovini. U pokolju su sudjelovale ustaše iz Čapljine i sela u okolici Čapljine (Gnjilišta, Višići, Čeljevo, Klepci, Dračevo, Loznica, Hrasno, Hutovo), kao i ustaše iz Šurmanaca i nekih drugih sela u okolici Čitluka. Poznata su imena jednog dijela počinitelja zločina. Ubojstva u okolici Prebilovaca nastavljena su i narednih dana hvatanjem pojedinih Prebilovčana koji su uspjeli izbjeći hvatanje prilikom upada ustaša u naselje. Poznati su poimenični podaci za 601 osoba iz Prebilovaca koje je stradalo tijekom kolovoza 1941. Ovaj broj nije konačan.[247]

- 2. – 8. kolovoza 1941:Masovno hapšenje srpskih stanovnika sela Šibuljina, između Karlobag ai Starigrad a, u podnožju Velebita, dogodilo se 2. kolovoza 1941. Prema podacima povjesničara Đure Zatezala, u logoru Slana na otoku Pag u, 6. kolovoza 1941. ubijeno je 95 stanovnika Šibuljina, bez obzira na spol i dob. Publicirani su poimenični podaci o stradalima.[25]

- 2. – 6. kolovoza 1941:Stradanje stanovništva sela Mlakva pokraj Perušić au Lici. Ubijeno je najmanje 283 stanovnika, oba spola i svih doba starosti. Najprije su ustaše 2. kolovoza pobili i bacili u jamu Sv. Ana pokraj Gornjeg Kosinja 20 stanovnika Mlakve. Većina stradalih stanovnika ovog sela ubijena je 6. kolovoza 1941, streljanjem, klanjem i kolektivnim spaljivanjem. Publicirani su poimenični podaci o stradalima. Tijekom Drugog svjetskog rata naselje Mlakva imalo je 341 žrtvu fašističkog terora, pri čemu su sve žrtve ubijene od strane ustaša.[248]

- 2. – 8. kolovoza 1941:Stradanje 38 srpskih stanovnika sela Ostrvica pokraj Gospića, bez obzira na spol i dob. Mještani su ubijani klanjem i strijeljanjem, pretežno u Ostrvici, a manjim dijelom u Vrebačkoj planini i Ribniku. Selo je 1941-1945. imalo ukupno 98 civilnih žrtava rata. Publicirani su poimenični podaci o stradalima.[249]

- 3. kolovoza 1941:Strijeljanje 45 stanovnika sela Dabar pokraj Sanskog Mosta na stratištu Šušnjar. Publicirani su poimenični podaci o stradalima.[250]

- 3. kolovoza 1941: Ubojstvo 58 srpskih stanovnika sela Buhača pokraj Cetingrada, kotar Slunj, bez obzira na spol i starost. Zločin nad lokalnim stanovništvom izvršen je na lokaciji Mehino stanje, nedaleko od sela Maljevac, između Cetingrada i Velike Kladuše. Ubojstva stanovnika Buhače na Mehinom stanju započela su još 27. srpnja i trajala su do 5. kolovoza, ali je najveći broj stanovnika ubijen 3. kolovoza 1941. Objavljeni su poimenični podaci o stradalima.[251]

- 3. kolovoza 1941: Ubojstvo 80 stanovnika sela Miljevac pokraj Slunja, bez obzira na pol i starost. Među ubijenima bilo je 51 dijete. U naredna dva dana, 4-5. kolovoza, ubijeno je još 10 stanovnika Miljevca. Objavljeni su poimenični podaci o stradalima.[252]

- 3. kolovoza 1941: Ubojstvo 56 stanovnika sela Pecka, smještenog između Vrginmosta i Velike Kladuše, na Kordunu. Iako su se seljani, predvođeni ustanicima, krajem srpnja 1941. na vrijeme sklonili iz sela u šumu, ustaše su početkom kolovoza na prijevaru pohvatali 56 stanovnika koji su povjerovali da neće stradati ako se odazovu pozivu ustaša da se vrate u selo. Ovi ljudi su potom ubijeni 3. kolovoza na stratištu Mehino stanje, pokraj Velike Kladuše. Ipak, većina stanovnika je poslušala apel seoskih ustanika i nije povjerovala ustašama i na taj način je sačuvala živote. Naredni zločin nad stanovništvom Pecke ustaše su počinili 13-17. rujna 1941. kada su pobili 43 stanovnika. Objavljeni su poimenični podaci o stradalima.[253]

- 3. – 4. kolovoza 1941: Ubojstvo 60 srpskih stanovnika sela Donji Kremen pokraj Slunja. Među ubijenima bilo je 37 djece. Zločin je izvršen u samom selu. Objavljeni su poimenični podaci o stradalima.[254]

- 3. – 4. kolovoza 1941: Ubojstvo najmanje 101 lica s područja Bunića, Ljubova i Šalamunića (kotar Udbina). Zločin se najvjerojatnije dogodio 4. kolovoza, ali se ponegdje navodi da se dogodio prethodnog dana. Zločin su izvršili ustaše s područja Gospića, Perušića, Ličkog Osika, Otočca i Udbine. Objavljeni su poimenični podaci o stradalima. Većina ubijenih bili su žene, djeca i starci.[255]

- 3. – 5. kolovoza 1941: Ubojstvo 61 srpskog stanovnika sela Maljevac pokraj Cetingrada, kotar Slunj, bez obzira na spol i starost. Zločin nad lokalnim stanovništvom izvršen je na lokaciji Mehino stanje. Ubojstva stanovnika Maljevca na Mehinom stanju započela su još 30. srpnja kada je ubijeno 37 lokalnih muškaraca. Selo Maljevac imalo je ukupno 273 žrtve fašističkog terora (najveći broj mještana pobili su ustaše). Tijekom 1942, 73 stanovnika Maljevca stradalo je u logoru Stara Gradiška. Objavljeni su poimenični podaci o stradalima. Daljnji tijek ustaških zločina u kotaru Slunj spriječio je narodni ustanak i njegovo ubrzano prerastanje u partizanski ustanak, već u drugoj polovini kolovoza 1941.[256]

- 4. kolovoza 1941: Stradanje stanovnika sela Opličići pokraj Stoca. Ustaše iz Stoca i okoline, na čelu s rojnikom Stojanom Ragužom, pokupili su oko 350 stanovnika Opličića, muškaraca, žena i djece i otjerali ih u Domanoviće. Uskoro su žene i djeca pušteni kućama, a muškarci su sprovedeni na Bivolje brdo gdje su živi bačeni u jamu (prethodno su mučeni u zatvoru u Domanovićima). Ukupno je na Bivoljem brdu ubijeno 38 muškaraca (Marko Ijačić je uspeo da pobjegne),a 10 opličićkih muškaraca je sprovedeno preko Neretve i ubijeno u blizini Širokog Brijega. Istog dana grupa od 14 stanovnika Opličića pohvatana je u naknadnom pretresu sela. Oni su pobijeni u blizini Aladinića. Istog dana u Opličićima su ubijeni svi članovi porodice Peša (9 lica). Poznata je struktura počinitelja zločina.[257]

- 4. kolovoza 1941: Pokolj nad 29 stanovnika trebinjskih sela Grebeš, Glavinići, Begović Kula, Banjevci i Police, izvršen na željezničkoj postaji u Čapljini. Poznata su imena stradalih i počinitelja zločina.[258][259]

- 4. kolovoza 1941: Strijeljanje 102 komunista i Židova u Zagrebu u znak odmazde za napad na ustašku patrolu u Zagrebu istog dana.[260] Oglas MUP-a NDH od 5. kolovoza 1941. spominje strijeljanje 87 "Židova i komunista".[261]

- 4. kolovoza 1941: Pokolj nad 104 stanovnika srpskog sela Zečeva Varoš pokraj Slunja, bez obzira na spol i uzrast. Među ubijenima bilo je 48 djece. Zločin su izvršili ustaše klanjem i bacanjem žrtava u jamu u blizini Slunja. Objavljeni su poimenični podaci o stradalima.[262]

- 4. kolovoza 1941: Ubojstvo 49 srpskih stanovnika grada Slunja. Među ubijenima bilo je 14 djece. Zločin se dogodio u Rudinkama. U Rudinkama je istog dana ubijeno i 8 stanovnika sela Slušnica. Objavljeni su poimenični podaci o stradalima.[263]

- 4. kolovoza 1941: Ubojstvo 29 srpskih žena i djece iz Mrzlog Polja pokraj Slunja. Prethodno su ustaše 30. srpnja ubili u Lađevcu 8 muškaraca iz Mrzlog Polja. Objavljeni su poimenični podaci o stradalima.[264]

- 4. kolovoza 1941: Slunjski ustaše ubili 8 muškaraca iz Vrelo Mrežnice (kotar Slunj), 23 iz Veljuna i 3 muškarca iz Srpski Blagaj (kotar Veljun), kao i određeni broj muškaraca iz drugih sela, u Rastokama. Objavljeni su poimenični podaci o stradalima.[265]

- 4. – 5. kolovoza 1941: Drugi pokolj u glinskoj crkvi. Ustaške vlasti su 2. kolovoza 1941. na području kotara Vrginmost razglasile da se naređuje da se svi odrasli srpski muškarci (stariji od 16 godina) sutradan moraju sakupiti u Vrginmostu radi prekrštavanja u katoličku vjeru. Pozivu se odazvao znatan broj muškaraca uplašen prijetnjama o sankcioniranju onih koji se ne odazovu pozivu i, također, zastrašen prethodnim događajima (hapšenja i nestanaka mnogih Srba na području Topuskog i Gline). Iz Gline i Topuskog je 3. kolovoza pristigla grupa ustaša koja je zarobila prispjele Srbe. Sutradan, 4. kolovoza, uhićeni muškarci su deportirani kamionima za Glinu gdje su većim dijelom poklani u pravoslavnoj crkvi, u noći 4-5. kolovoza, dok je jedan dio pobijen na lokaciji Latinovo između Marinbroda i Novog Sela Glinskog. U ubijanju su sudjelovali ustaše iz Gline i okolnih sela (Prekopa, Marinbrod, Novo Selo Glinsko, Kihalac, Graberje), na čelu s ustaškim tabornikom iz Gline, Nikolom Vidakovićem. Na osnovu dosadašnjih istraživanja objavljena su imena 1.038 osoba pobijenih 4-5. kolovoza u glinskoj crkvi i, manjim dijelom, na stratištu Latinovo. Brnjavac - 46 žrtava; Vrginmost - 3; Gornji Sjeničak - 3; Mala Trepča - 5; Ostrožin - 1; Pješćanica - 108; Podgorje - 49; Slavsko Polje - 136; Crevarska Strana - 70; Poljani - 5; Batinova Kosa - 94; Blatuša - 135; Bukovica - 89; Čemernica - 294. Daljnji tijek ustaških zločina na području Vrginmosta umnogome je osujetio partizanski ustanak.[266][267] Broj ubijenih bio bi veći da pripadnici partizanske čete iz sela Stipan, na čelu s Nikolom Vidovićem, nisu zabranili seljacima Stipana i Ostrožina da se odazivaju na pokrst i da krenu u pravcu Vrginmosta.[268]

- 4. – 13. kolovoza 1941: Ubojstvo 101 stanovnika sela Krš pokraj Perušića, bez obzira na spol i uzrast. Ubojstva su izvršena u selu Krš, u šumi Obljaj i u Gornjem Kosinju. Najveći broj žrtava ubijen je 7-9. kolovoza. Prema objavljenim poimeničnim podacima selo Krš, 1941-1945, imalo je 262 žrtve fašističkog terora.[269]

- 5. kolovoza 1941: Stradanje 184 stanovnika Donjeg i Gornjeg Malovana pokraj Kupresa. Ubijeni su bačeni u jamu na Borovoj glavi.[232]

- 5. kolovoza 1941: Ubojstvo 13 stanovnika sela Malička pokraj Vrginmosta. Zločin se dogodio u selu i počinili su ga ustaše iz okoline Topuskog. Veći broj žrtava izbjegnut je činjenicom da je selo već krajem srpnja 1941. imalo organiziranu ustaničku četu. Objavljeni su podaci o stradalima.[270]

- 5. – 6. kolovoza 1941: Pripadnici Hrvatskog domobranstva pod zapovjedništvom potpukovnika Neubergera nastupajući protiv ustanika na području između Bosanskog Novog i Bosanske Krupe i u selima istočno od Krupe, pohvatali su "mnoge seljake i poveli ih u Krupu kao taoce. U Krupi su ih ustaše preoteli od domobrana, poklali i bacili u rijeku Unu." U korištenoj literaturi se ne navodi broj stradalih.[271]

- 5. – 7. kolovoza 1941: Stradanje stanovništva srpskih sela Divoselo i Čitluk pokraj Gospića. Gospićke ustaše (Lički zdrug) pod zapovjedništvom Ivana Devčića Pivca, 5. kolovoza 1941. izvršili su prepad na zbjeg stanovnika ova dva sela na lokaciji Kruškovače, iznad Divosela. Tijekom prepada jedan dio civila uspio se spasiti bijegom. Međutim, ustaše su u Kruškovačama ubili najmanje 295 lica (265 iz Divosela, 25 iz Čitluka i 5 iz Ornica). Istovremeno, 5. kolovoza, u Divoselu spaljeno je 17 stanovnika, prilikom pljačke i paljenja sela. Objavljeni su poimenični podaci o stradalima. Većina stradalih bili su žene, djeca i starci. Sutradan, 6. kolovoza, ustaše su uhvatili 53 stanovnika Divosela, koji su uspjeli pobjeći iz ustaškog obruča na Kruškovačama. Ustaše su ove ljude zaklane, ali i žive, pobacali u Jarčju jamu na Velebitu. Iz jame se uspjelo izvući 5 lica. Objavljena su imena 48 ubijenih Divoseljana, uključujući 25 djece. Jedan dio zbjega (57 izbjeglica iz Divosela i 9 iz Čitluka) uputili su se preko Velebita u selo Šibuljina na obali mora, nastanjeno srpskim stanovništvom. Međutim, tamo su ih 7. kolovoza pohvatali ustaše. U literaturi se navodi da su ova lica potom umorena glađu i žeđu u improviziranom zatvoru u crkvi u Šibuljini. Objavljena su imena stradalih. Ovo nisu jedina stradanja stanovništva navedena dva sela tijekom Drugog svjetskog rata. Prema poimeničnom registru Divoselo je imalo 997 žrtve fašističkog terora (ŽFT), 122 pala borca NOVJ (PB) i 6 umrlih od tifusa (UT), Čitluk 133 ŽFT, 22 PB i 7 UT.[272][273]

- 6. kolovoza 1941: Stradanje 70 logoraša logora Kruščica pokraj Viteza. NDH izvori spominju navodnu pobunu logoraša u kojoj je ubijeno 29 zatočenika, dok je 41 zatvorenik potom osuđen na smrt od strane prijekog suda.[274][275] Drugi izvori spominju ubojstvo 98 srpskih zatočenika u logoru Kruščica. Prema dostupnim podacima 74 ubijena lica su bila podrijetlom s Pala, a 24 iz Zenice.[207]

- 6. kolovoza 1941: Ubojstvo 8 seljaka iz sela Niševići pokraj Prijedora, prema izvorima NDH.[276]

- 6. kolovoza 1941: Prilikom prodora ustaša, pripadnika Hrvatskog domobranstva i oružništva NDH ka ustaničkim uporištima u Podgrmeču, prema dostupnim podacima, uhvaćeno i ubijeno oko 100 stanovnika sela Slatina, Antonića Brdo i Halilovci, nedaleko od Budimlić Japre.

- 6. – 9. kolovoza 1941: Paljenje i pljačka naselja Lušci Palanka, Miljevci, Praštale, Predojevića Glavica, u Podgrmeču. Tada je iz ovih naselja odveden nepoznat broj stanovnika i pobijen od strane ustaša. Najveći dio stanovnika uspio se zajedno s ustanicima povući prema Grmeču. Ustanici su spriječili upad ustaša u selo Jelašinovci, nanoseći neprijatelju gubitke. Nedugo potom ustanici su se vratili na ovo područje koje je dugo vremena ostalo van domašaja fašističkih formacija.[277]

- 6. – 12. kolovoza 1941: Stradanje 28 lica srpske nacionalnosti, stanovnika sela Poljan pokraj Perušića. Jedan dio žrtava ubijen je u šumi Obljaj pokraj Gornjeg Kosinja, drugi dio ubijen je u susjednom selu Mlakva, a ostatak u Poljanu. Žrtve su ubijane bez obzira na spol i starost.[278]

- 7. kolovoza 1941: Ustaše iz Josipdola ubile 24 seljaka iz Josipdola i okoline, pohapšene prethodnog dana. Zločin je izvršen u Podveljunu. Ubijeno je 7 stanovnika Josipdola, 6 stanovnika Vojnovca i 11 stanovnika Vajina Vrha. Objavljeni su poimenični podaci o stradalim licima.[279]

- 7. kolovoza 1941: Stradanje stanovnika Trojvrh pokraj Josipdola u kotaru Ogulin. Poslije zločina u Podveljunu, josipdolski ustaše upali su u selo Trojvrh. NDH izvori spominju oko 80 stradalih.[280] Objavljeni poimenični podaci (koji su pouzdaniji od gore navedenih podataka) govore o 51 ubijenom srpskom muškarcu u Trojvrhu, među kojima je bilo i 6 stanovnika sela Kunić.[281]

- 7. kolovoza 1941: Usporedo s vršenjem zločina nad stanovnicima Trojvrha, druga grupacija ustaša izvršila je novi upad u Vojnovac i Vajin Vrh, a nova uhićenja su sprovedena i u Josipdolu. Ukupno je uhićeno 76 lica, od kojih su dvojica ubijeni batinama. Međutim, planirano ubojstvo ovih lica spriječila je intervencija talijanskih časnika. Daljnji tijek ustaških zločina na području Plaškog spriječio je partizanski ustanak.[282]

- 7. kolovoza 1941: Ubojstvo 40 žena i djece srpske nacionalnosti iz Cetingrada (kotar Slunj) na stratištu Mehino stanje. Među ubijenima bilo je 20 djece. Prethodno, 30. srpnja 1941, na Mehinom stanju ubijeno je 18 srpskih muškaraca iz Cetingrada. Objavljeni su poimenični podaci o stradalima.[283]

- 8. kolovoza 1941: Ubojstvo 41 srpskog stanovnika Cetingrada, bez obzira na spol i starost, i 10 srpskih muškaraca iz sela Gnojnice pokraj Cetingrada (kotar Slunj) na lokalitetu Bakić glavica u blizini Cetingrada. Jedan od organizatora zločina bio je cetingradski rimokatolički župnik Pero Medvjed. Zločin su počinili ustaše iz Cetingrada. Žrtve ženskog spola su silovane prije ubojstva. Objavljeni su podaci o stradalima.[284][285]

- 9. kolovoza 1941: Stradanje srpskog stanovništva u selu Miostrah, između Bosanske Krupe i Cazina. Ustaše iz Miostraha ubili su oko 200 stanovnika sela na stratištu Durdžić gaj. Među ubijenima bio je velik broj žena i djece. Inspirator zločina bio je lokalni hodža Bećir Borić. Poznata je djelomična struktura počinitelja zločina. Tijekom 1941. pobijeno je 230 srpskih stanovnika sela Miostrah. Troje žitelja Miostraha je preživjelo pokolj uspjevši da pobjegnu sa stratišta. Objavljena su njihova svjedočenja. Objavljeni su i poimenični podaci o mještanima stradalima 1941.[286]

- 9. kolovoza 1941: Stradanje oko 90 muškaraca iz Konjica i okoline. Početkom kolovoza lokalni ustaše i ustaše pristigli iz Ljubuškog, izvršili su uhićenja muškaraca srpskog podrijetla u Konjicu i selima: Borci, Bijela, Vrdolje, Blaca i Zagorice. Uhićenici su likvidirani na Ivan planini. Poznata su imena sudionika u zločinu, kao i imena jednog dijela stradalih. Daljnji tijek ustaških zločina na području od Konjica prema Nevesinju, spriječilo je izbijanje partizanskog ustanka.[287]

- 9. kolovoza 1941: Masovna uhićenja srpskih muškaraca u selima istočno od Iloka. Prema NDH izvorima, u Svilošu je uhićeno 58 osoba, u Suseku 20, u Čereviću 20, a u Neštinu oko 20. Od ovog broja izvori NDH potvrđuju ubojstvo 43 osobe.[280]

- 9. kolovoza 1941: Ustaše iz Plaškog ubili 20 srpskih muškaraca iz ovog mjesta i okolnih sela: Janja Gora, Kunić, Međeđak, Vera, Lička Jasenica, Blata. Zločin je izvršen nedaleko od Saborskog, a leševi žrtava bačeni su u jamu Lopača. Objavljeni su poimenični podaci o ubijenim licima.[288]

- 10. kolovoza 1941: Ubojstvo većeg broja srpskih civila, uključujući žene i djecu, u selima Rakovica i Blažuj pokraj Sarajeva. Prema objavljenim podacima, u Rakovici je ubijeno 125, a u Blažuju 25 stanovnika.[207]

- 11. kolovoza 1941: Stradanje stanovništva sela Tasovčići, Klepci, Loznica i Višići pokraj Čapljine. Pohvatano stanovništvo sprovedeno je u Tasovčiće, u privremeni logor ("Silos"). Procjenjuje se da je više stotina osoba pohvatano u ovim selima. Ustaše su ubrzo pustili većinu žena i djece iz logora (pojedine žene i djevojke su silovane), tako da je u "Silosu" ostalo zatočeno oko 200 muškaraca, od kojih je 107 bilo iz Klepaca. Oni su u noći između 11. i 12. kolovoza otjerani na Bivolje brdo pokraj Domanovića gdje su bačeni u jamu. Poznati su podaci o dijelu počinitelja zločina.[289]

- 11. kolovoza 1941: Stradanje stanovnika sela Čavaš u Popovom polju u Hercegovini. Ustaše iz Stoca i lokalni ustaše iz Čavaša na čelu s Markom Katićem i Vidom Skaramucom, ubili su 102 lica iz ovog sela. Većina srpskih stanovnika iz Čavaša nije našla utočište na obližnjim planinama jer je vjerovala da će biti pošteđena stradanja zbog prelaska na katoličku vjeru. Većina ubijenih bili su žene i djeca.[290][291]

- 11. kolovoza 1941: Ustaše ubili 11 Srba iz Šida i njihove leševe bacili u Dunav pokraj Iloka.[292]

- 11. kolovoza 1941: Ustaše ubili oko 30 seljaka iz sela u okolini Banje Luke: Prijakovac, Ranići i Turjak.[293]

- 11. – 13. kolovoza 1941: Uhićenje oko 120 lica srpske nacionalnosti u Novoj Gradiški i neposrednoj okolini, 11. kolovoza 1941. Od ovog broja desetak lica je oslobođeno, tako da je 13. kolovoza 109 uhićenih transportirano u logor u Sisku, odakle su uhićenici nakon nekoliko dana sprovedeni u Srbiju.[294][295]

- 15. – 16. kolovoza 1941: Uhićenje Židova u Vukovaru i njihova izolacija u lokalnoj židovskoj sinagogi. Vukovarski Židovi su 8. studenog 1941. deportirani u logor Jasenovac gdje su pobijeni. U dostupnoj literaturi ne navode se brojke pohapšenih i stradalih.[296]

- sredina kolovoza 1941: Stradanje stanovništva u okolini Jajca i Šipova. U dostupnim izvorima spominje se da su ustaše ubili 30 stanovnika sela Ljuša, 30 iz sela Pribelci, 18 u selu Đukići. Također se spominje stradanje stanovništva Janja pokraj Šipova (oko 140 lica iz nekoliko sela koje čine mikroregiju Janj), koji su ubijeni u Podosoju.[297]

- 16. kolovoza 1941: Transport 73 Židova i "grkoistočnjaka-komunista" u logor Gospić iz Dervente.[298]

- 19. kolovoza 1941: Ubojstvo 42 stanovnika sela Gojkovac pokraj Cetingrada (kotar Slunj). Većina ubijenih bili su žene i djeca. Među stradalima bilo je 14 djece. Jedan dio stradalih ubijen je u selu Gojkovac, dok je većina ubijena u selu Begovo Brdo. Zločin su izvršili ustaše iz susjednih sela Ruševica, Glinice, Batnoga i Cetingrad. Nekoliko stanovnika sela je preživjelo pokolj o čemu su svjedočili nakon rata. Ovoga dana ukupno su ustaše pobile i poklale 146 srpskih seljaka, mahom žena, djece i staraca iz sljedećih sela u okolini Cetingrada: Gojkovac - 42, Glinice - 17, Begovo Brdo - 1, Donja Žrvnica - 1, Gornja Žrvnica - 5, Ruševica - 10, Dunjak - 2, Klokoč - 9, Krstinja - 2, Donja Brusovača - 21, Kusaja - 5, Lipovac Krstinjski - 7, Prisjeka - 2, Johovo - 8, Rajić Brdo - 1, Gejkovac - 2, Mracelj - 3, Široka Rijeka - 3 i Jagrovac - 1. Poznata su imena pojedinih počinitelja zločina. Objavljeni su poimenični podaci o stradalima.[299][300]

- 21. kolovoza 1941: Ubojstvo 24 srpska stanovnika sela Pavići pokraj Vojnića. Većina ubijenih bili su žene i djeca.[301]

- 21. – 22. kolovoza 1941: U logor Jasenovac I, u Bročicama, internirani prvi zatočenici. Sistem logora Jasenovac obuhvaćao je nekoliko logora i veći broj stratišta na odvojenim lokacijama od kojih su najpoznatiji logor u ciglani u mjestu Jasenovac i logor u tvrđavi Stara Gradiška, kao i stratište u Donjoj Gradini. Prema posljednjim podacima Muzeja žrtava genocida (11. ožujka 2013.), muzej raspolaže s poimeničnim podacima o preko 88.000 žrtava logora.[302] Znanstveno zasnovana pretpostavka podrazumijeva da je potencijalni broj žrtava KL Jasenovac iznosio između 122.300 i 130.100.[303]

- 22. kolovoza 1941: Masovno stradanje srpskog stanovništva u mikroregiji Suva međa. U pitanju su srpska i etnički mješovita naselja u općinama Velika Kladuša (Stabandža, Zborište, Crvarevac, Čaglica), i Bosanska Krupa (Varoška Rijeka, Mrazovac, Dobro Selo). Zločin su izvršili ustaše i pripadnici Muslimanske milicije iz Otoke, Bužima, Varoške Rijeke, Ravnica, Podzvizda i ustaše iz Bosanske Krupe i Cazina. Tijekom 1941. ubijeno je 261 stanovnika Dobrog Sela, 124 stanovnika Mrazovca, 74 Varoške Rijeke, 208 Crvarovca, 65 Čaglice, 470 Zborišta, 537 iz Stabandže. Većina, prije svega, žene i djeca, ubijeni su 22. kolovoza. Objavljeni su poimenični podaci o stradalima kao i svjedočenja preživjelih.[304]

- 22. kolovoza 1941: Ustaše i domobrani, pristigli s područja van Bosanske Dubice, 18. – 22. kolovoza su izvršili napad na knešpoljska sela, između Dubice i Kozare. Tada su, kako ističu domobranski izvori, zapaljene mnoge kuće u selima: Aginci, Parnice, Hadžibair, Vlaškovci. U selu Čitluk 22. kolovoza ustaško-domobranske snage su ubile i spalile 19 lica, među kojima 13 djece do 14 godina starosti. Istog dana u selu Strigova ubijeno je 7 lica, među kojima dvoje male djece.[305]

- 24. kolovoza 1941: Ubojstvo 31 stanovnika Bosanskog Kobaša. Prema podacima NDH oružništva (žandarmerije), ustaše iz Dervente na čelu s Vilkom Vuletom strijeljali su 31 srpskog stanovnika Bosanskog Kobaša, sela istočno od Srpca i njihove leševe pobacali u Savu.[306]

- 25. kolovoza 1941: U selu Vrela pokraj Bosanskog Broda, prema podacima oružništva NDH, brođanski ustaše ubili su 6 lokalnih seljaka. Poznata su imena stradalih.[307]

- 25. kolovoza 1941: Uhićenje 4 monaha manastira Šišatovac na Fruškoj gori. Uhićenici su sprovedeni u ustaški logor u Slavonskoj Požegi gdje su bili izloženi mučenju. Od posljedica prebijanja iguman manstira Šišatovac, Rafailo Momčilović, umro je 3. rujna 1941. u bolnici u Slavonskoj Požegi.[308]

- 25. – 26. kolovoza 1941: Strijeljanje 5 komunista, različitih nacionalnosti, u Zagrebu. Objavljeni su podaci o sradalima.[309]

- 26. kolovoza 1941: Prema podacima oružništva NDH, u Bosanskom Brodu, pokraj mosta na Savi, ubijeno "oko 42 osobe" srpske nacionalnosti s područja Dervente i okolnih sela, prilikom transporta u Sabirni logor u Slavonskoj Požegi.[310]

- 26. kolovoza 1941: S područja kotara Visoko u logor Gospić otpremljeno je "57 Židova i Srba naklonjenih komunizmu". Ova lica su uhićena tijekom kolovoza 1941, a podaci o njihovom interniranju u logore u Lici potječu od 26. kolovoza, što znači da su ranije internirani.[311]

- 26. – 27. kolovoza 1941: Ubojstvo većeg broja logoraša u ustaškom logoru u Slavonskoj Požegi. Izvori NDH potvrđuju ubojstvo oko 400 ljudi.[312][313] Prema objavljenim poimeničnim podacima, u logoru je 26. – 27. kolovoza 1941. ubijeno najmanje 438 srpskih muškaraca s područja Bosanskog Broda i Dervente. Ubijeni muškarci potječu iz sljedećih sela: Bosanski Lužani, Novi Lužani, Kostreš, Donje Barice, Kulina, Gornji Višnjik, Zborište, Mala Bukovica, Žeravac. Najveći broj stradalih bio je iz Bosanskih Lužana, Kostreša i Novih Lužana.[314] Najodgovorniji za ovaj zločin bili su: Milivoj Ašner, predstojnik redarstva u Slavonskoj Požegi, kotarski predstojnik Ivan Bartolović, logornik Krešimir Kišpatić, zapovjednik grada pukovnik Alfred Šimek, zamjenik sabirnog logora Emil Klaić i zapovjednik oružništva Martin Bašić.[315]

- 28. kolovoza 1941: U logor Kruščica preseljene Židovke s djecom - zatočenici ustaškog logora Metajna na Pagu. U ovoj grupi zatočenika bilo je 1.100 lica. Mnogi od njih bili su bosanski i sarajevski Židovi.[208]

- 30. kolovoza 1941: Pokolj nad stanovništvom etnički mješovitog sela Podgredina, između Bosanske Krupe i Cazina. Prethodno, krajem srpnja 1941. stradalo je muško stanovništvo ovog sela (oko 60 lica). Tijekom ljeta 1941. stradalo je 230 stanovnika Podgredine. Većina ubijenih 30. kolovoza bili su žene, djeca i starci (oko 170 lica). Nakon masakra, koji je izvršen u selu, leševi žrtava su bačeni u pećinu u šumi Kasapovac. Glavni organizator pokolja bio je hodža iz Miostraha, Bećir Borić. U zločinu su sudjelovali ustaše iz Podgredine, Miostraha i okolnih cazinskih sela. Tijekom ovog masakra silovan je veći broj žena i djevojaka, a nekoliko mlađih djevojaka je primorano na prisilan brak. Prema dostupnim podacima, u Podgredini je u potpunosti istrijebljeno 19 srpskih obitelji, a 1941. je preživjelo samo 28 srpskih stanovnika. Dvojicu odbjeglih srpskih dječaka spasio je neimenovani hodža iz obližnjeg sela Stijena. Objavljeni su poimenični podaci o stradalima i svjedočenje jednog preživjelog stanovnika.[316]

- kraj kolovoza 1941: Stradanje stanovnika sela Ljubljenica pokraj Stoca. Stradale su 24 osobe srpske nacionalnosti koje su lokalne ustaše kolektivno zapalili u jednoj štali. Objavljena su imena stradalih i imena izvršitelja zločina.[317]

- 30. – 31. kolovoza 1941: Ubojstvo 11 stanovnika sela Poplat pokraj Stoca. Tijekom kolovoza 1941, u vrijeme masovnih ustaških zločina u okolini Stoca i u Dubravama, većina stanovnika sela Poplat (oko 700 žitelja) uspjela se skloniti u planinu. Međutim, u selu je ostao manji broj žitelja koji su u noći između 30. i 31. kolovoza pobijeni tako što su živi bačeni u jamu. Broj stradalih bi bio veći da jedan broj od 20 uhićenika nije uspio pobjeći, a troje djece je iz jame izvučeno živo od strane susjeda hrvatske i bošnjačke nacionalnosti.[318]

- 31. kolovoza 1941: Uhićenje 5 srpskih muškaraca u selu Ponorac, između Slunja i Duge Rese. Uhićenici su odvedeni u ustaški zatvor u Karlovcu gdje su ubijeni.[319]

## Rujan
- početak rujna 1941: Masovno stradanje srpskog stanovništva u selima Pištaline, Podgomila, Perna i Podvran, nedaleko od Bosanske Krupe, na lijevoj obali Une. Većina stradalih bili su žene, djeca i starci. Prethodno, krajem srpnja 1941., ustaše su izvršili ubojstva nad jednim dijelom muškog stanovništva ovih naselja. Iz Pištalina je ubijeno 14, iz Perne 45, a iz Podgomile 81 muškarac. Pištaline su imale ukupno 1.369 žrtava fašističkog terora, Podgomila 317, Perna 266, a Podvran 48. Većina ŽFT u ovim selima ubijena je upravo krajem kolovoza 1941. kada su istrijebljene i desetkovane mnoge obitelji. Žrtve su ubijane klanjem i kolektivnim spaljivanjem. Izvrštelji zločina bili su ustaše iz Pištalina i ustaških uporišta u okolini Bosanske Krupe i Cazina. Jedan dio stanovnika ovih sela, prije svega sela Perna, uspio je izbjeći na slobodni partizanski teritorij na desnoj obali Une. Objavljeni su poimenični podaci o stradalim stanovnicima ovih naselja.[320]

- 2. rujna 1941: U selu Drozgometva pokraj Hadžića ubijeno od strane ustaša 84 srpskih stanovnika, od kojih su 10 strijeljani na Vracama u Sarajevu.[207] Podaci oružništva NDH poimenice navode 55 ubijenih lica u Drozgometvi, od čega 34 iz ovog sela, 4 iz sela Vrančići, a 17 iz sela Bare. Među imenovanih 55 lica većina su bili odrasli muškarci, a navode se i podaci za 5 djece.[321]

- 2. rujna 1941: Stradanje 31 srpskog stanovnika Novog Sela (kotar Korenica) u Lici, na stratištu Garavice pokraj Bihaća. Na ovom stratištu prethodno, 27. srpnja 1941., ubijeno je 10 stanovnika Novog Sela. Objavljeni su poimenični podaci o stradalima.[322]

- 2. rujna 1941: Strijeljanje komunista Ivana Mažara u Petrinji.[323]

- 2. – 3. rujna 1941: Pokušaj ustaško-domobranskih snaga da potisnu ustanike iz sela na desnoj obali Une u blizini Bosanske Krupe: Veliki Radić, Mali Radić, Vranjska, Vučijak. Ustaško-domobranske snage su 3. rujna prodrli u Veliki Radić, zapalili selo, ali su se morali povući zbog akcije ustaničkih snaga, pri čemu su napadači pretrpjeli gubitke. Lokalno stanovništvo je na vrijeme evakuirano.[324]

- 3. rujna 1941: U logor Kruščica internirano oko 500 sarajevskih Židova, muškaraca, žena i djece. Sljedeća grupa sarajevskih Židova upućena je u logor Kruščica 9. rujna 1941. U ovoj grupi je također bilo oko 500 lica. Položaj zatočenika logora Kruščica bio je vrlo težak. Zatočenici su bili izloženi namjernom izgladnjivanju, očajnim higijenskim i zdravstvenim prilikama i teškom fizičkom radu, uz zlostavljanja i mučenja od strane uprave logora i straže. Logor u Kruščici rasformiran je početkom listopada 1941, nakon čega je došlo do masovnog odvođenja zatočenika ovog logora u druge ustaške logore. Prvi transport logoraša iz Kruščice, u kom su bili muškarci, krenuo je 5. listopada za Jasenovac, a drugi transport, u kojem su bile žene i djeca, krenuo je narednog dana za logor u Loborgradu.[325]

- 5. – 6. rujna 1941: Stradanje stanovnika sela Srđevići pokraj Gacka. Ustaše iz Fazlagića Kule i ustaško-domobranske snage iz Gacka napali su selo Srđevići. Većina stanovnika uspjela se skloniti na sigurno, ali je u proboju stradalo 20 osoba. Objavljeni su poimenični podaci o stradalima.[326]

- 7. rujna 1941: U selima Alipašin Most i Reljevo u neposrednoj blizini Sarajeva, 7. rujna 1941. ubijeno je oko 300 srpskih civila uključujući žene i djecu. Sutradan su ustaše ubili 6 stanovnika sela Kopito i spalili selo Sjemeć, ali je njihovo daljnje nastupanje spriječila akcija partizana, zbog koje su se ustaše povukli iz Sjemeća.[207] U izvještaju oružništva NDH navode se imena za oko 60 stradalih iz Alipašinog Mosta i manjih okolnih sela, koji su ubijeni kolektivnim spaljivanjem u Reljevu. U istom izvještaju navodi se da su ustaše u selu Jošanica zapalili 7 članova obitelji Koprivica.[327]

- 7. rujna 1941: Prema podacima NDH oružništva (žandarmerije) u selu Krivoglavci pokraj Vogošće ubijeno 36 stanovnika kolektivnim spaljivanjem i zapaljeno je 29 kuća. Zločin su počinili ustaše iz Sarajeva na čelu s logornikom Bećirom Lokmićem. U izvještaju se navode imena žrtava. Među ubijenima bilo je 13 djece.[328]

- 7. rujna 1941: Ustaše iz Gornjeg Borča, na čelu s Marijanom Banovcem, ubili 7 stanovnika sela Jažići pokraj Kalinovika. Objavljeni su poimenični podaci o stradalima.[329]

- 8. – 23. rujna 1941: Masovno stradanje srpskog stanovništva u okolini Cazina. U ovom razdoblju stradali su stanovnici sljedećih sela: Krndija, Mutnik, Ćoralići, Selište, Tržačka Raštela, Rujnica, Bukovica. Većina žrtava je ubijena klanjem. Ogromna većina žrtava bili su žene i djeca. U Krndiji su zaklana 74 stanovnika od čega 34 djece; u Mutniku 53 od čega 29 djece; u Ćoralićima 51 od čega 32 djece; u Selištu 39 od čega 12 djece; u Tržačkim Raštelama 20 od čega 10 djece; u Rujnici 13 od čega 8 djece; u Bukovici 25 od čega 15 djece. Objavljeni su poimenični podaci o stradalima. Preostalo stanovništvo pobjeglo je na slobodni partizansk teritorij Like, Korduna i Bosanske krajine i priključilo se antifašističkoj borbi. Objavljeni su poimenični podaci o stradalima. Stanovnici srpskih sela u Cazinskoj Krajini: Crnaja i Bugar, izbjegli su masovne pokolje krajem kolovoza i tijekom rujna 1941., zahvaljujući činjenici da je u ovim selima tijekom kolovoza došlo do organiziranja naoružanih seoskih grupa koje su se povezale s ustanicima u Kordunskom Ljeskovcu i Koranskom Lugu. Tijekom rujna 1941. ove čete su inkorporirane u partizanski pokret.[330] Prema podacima oružništva NDH, zločin nad stanovništvom sela Pištalina, Stijena i Memić Brdo dogodio se 4. – 5. rujna 1941., kada je u ovim selima "uništeno oko 200 osoba", a istog dana je u selu Ćoralići ubijeno "oko 150 osoba".[331] Prema podacima oružništva NDH, 22. – 23. rujna 1941, stradalo je oko 460 lica svih uzrasta i oba spola, u selima Rujnica,Mutnik, Marin Most, Bukovica i Tržačka Raštela.[332]

- 12. rujna 1941: Uhićeno 8 komunista na području Jastrebarskog. Do 6. listopada 1941. uhićeno je još 22 komunista i simpatizera KPH/KPJ u Jastrebarskom i okolini.[333]

- 13. – 17. rujna 1941: Ubojstvo 43 žena, djece i muškaraca iz sela Pecka, smještenog između Vrginmosta i Velike Kladuše, na Kordunu. Prethodno, 3. kolovoza, ustaše su ubili 56 mještana. Većina stanovnika koji su stradali 13. – 17. rujna, ubijeni su kolektivnim spaljivanjem ili klanjem. Tada su spaljene skoro sve kuće u selu. U proljeće 1942. ustaše su ubili 111 stanovnika Pecke. Selo je imalo ukupno 333 stradalih tijekom rata, od čega 289 žrtava fašističkog terora. Objavljeni su poimenični podaci o stradalima.[253]

- 14. rujna 1941: Ubojstvo 115 žena, djece i staraca u selu Perna, smještenog između Vrginmosta i Velike Kladuše, na Kordunu. Većina žrtava ubijena je klanjem i kolektivnim spaljivanjem. Selo je u potpunosti spaljeno. U proljeće 1942. ustaše su ubili 215 stanovnika Pecke. Selo je imalo ukupno 572 stradalih tijekom rata, od čega 388 žrtava fašističkog terora, od čega 170 djece. Objavljeni su poimenični podaci o stradalima.[334]

- 16. – 18. rujna 1941: Ubojstvo većeg broja lica srpske nacionalnosti u Jajcu. Prema podacima oružništva NDH zločin se dogodio 16. rujna 1941. u pravoslavnoj u crkvi u gradu gdje je zaklano 158 osoba. Zločin su počinili ustaše iz Mostara i Gacka.[335] Prema jednom drugom izvoru NDH provenijencije zločin se dogodio u selu Podmilačje gdje su sprovedeni i pobijeni konfinirani Srbi iz Jajca (izvor navodi broj od 185 ubijenih). Ovaj izvor također potvrđuje da su zločin počinili hercegovački ustaše i navodi da su isti počinitelji prethodno, nepoznatog datuma u prvoj polovini rujna, izvršili pokolj nad "oko 165" srpskih stanovnika sela Jezero pokraj Jajca.[336] Treći izvor, koji je najpouzdaniji, govori da se zločin odigrao 18. rujna, ali ne u pravoslavnoj crkvi, već na nepoznatom mjestu, i da su ustaše na čelu s vodnikom Ivanom Srdanovićem preuzeli 151 srpskog zatočenika koji su bili zatočeni u pravoslavnoj crkvi i potom ih odveli u nepoznatom pravcu.[337]

- 16. – 18. rujna 1941: Stradanje 135 stanovnika sela Blatuša pokraj Topuskog. Ustaše su u dva bliska navrata, 16. i 18. rujna, izvršili upade u ovo selo, zapalivši skoro sve kuće i pobivši u samom selu i obližnjoj šumi velik broj stanovnika, pretežno žena i djece. Prethodno, početkom kolovoza 1941., u drugom pokolju u glinskoj crkvi ubijen je 131 muškarac iz Blatuše (prema drugim podacima riječ je o 135 muškaraca). Naredna stradanja dogodila su se u proljeće 1942. kada je narod Blatuše izbjegao na Petrovu goru, zajedno s drugim stanovništvom Korduna. Istrijebljenje ukupnog stanovništva spriječeno je zahvaljujući partizanskom otporu. Selo je tijekom rata ukupno imalo 440 žrtava fašističkog terora, dok ukupan broj stradalih iznosi 485, odnosno 1/3 predratnog stanovništva. Objavljena su imena stradalih.[338]

- 18. rujna 1941: Ubojstvo 12 stanovnika sela Slušnica pokraj Slunja. Zločin se dogodio u samom selu. Prethodno, 30. srpnja i 4. kolovoza 1941., ustaše su ubili 21 stanovnika ovog sela. Selo je imalo ukupno 54 žrtve fašističkog terora. Objavljeni su poimenični podaci o stradalima.[339]

- 19. rujna 1941: Prva zabilježena masovna uhićivanja Židova u Novoj Gradiški. Uhićen 31 Židov. Prethodno su Židovi bili diskriminirani, izloženi pljački i prisiljeni da napuste svoje domove u centralnim ulicama u gradu. Naredno masovno uhićivanje uslijedilo je 25. – 27. prosinca 1941. kada su uhićeni svi preostali Židovi u gradu (ukupno 133 lica), koji su potom deportirani u logor Jasenovac gdje su likvidirani.[340]

- 19. – 20. rujna 1941: Ubojstvo 15, pretežno starijih, lica na području Dabra (mikroregija pokraj Sanskog Mosta), prilikom napada ustaško-domobranskih snaga na ustanička uporišta. Ustaše i domobrani su u Dabru zapalili 104 kuće. Objavljena su imena stradalih.[341]

- 19. – 21. rujna 1941: Pokolj na području Bravskog, između Ključa i Bosanskog Petrovca. Prema izvještaju oružništva (žandarmerije) NDH ustaše su ubili 189 stanovnika sela Bunara, Jasenovac, Donje Polje. Većina žrtava je spaljena. Spomenuta naselja su također spaljena.[342]

- 20. rujna 1941: Transport odraslih židovskih muškaraca iz Zenice u logor Jasenovac. U grupi transportiranih nalazila su se 44 lica, od kojih je samo troje preživjelo rat.[343]

- 22. rujna 1941: Strijeljanje 50 Židova i komunista u Zagrebu.[344]

- 22. rujna 1941: Uhićivanje 21 suradnika i simpatizera NOP-a iz Bobote i Vere pokraj Vukovara i 42 iz Bijelog Brda pokraj Osijeka. Od ovog broja uhićenih, Prijeki sud u Osijeku je nakon nekoliko dana na smrt osudio 25 lica.[345]

- 22. rujna 1941: Prema podacima oružništva NDH u Doboju strijeljano 43 lica "radi komunističko-četničke akcije".[346]

## Listopad
- početak listopada 1941: Osnutak logora Lobor/Loborgrad u Hrvatskom zagorju. Logor je bio pod kontrolom Nijemaca, ali su brojne zatočenike logora (uglavnom žene s djecom) prethodno uhitili organi NDH. Prvi logoraši stigli su u logor Lobor početkom listopada 1941. Riječ je o oko 1.300 žena s djecom pristiglih iz ustaškog logora Kruščica pokraj Viteza. U literaturi se spominje da je u prvom transportu pristiglo oko 370 Srpkinja s djecom, a da su svi ostali logoraši pristigli iz Kruščice bile Židovke s djecom. Židovski i srpski muškarci iz logora Kruščica transportirani su u logor Jasenovac.[347]

- 4. listopada 1941: Jedna od masovnih likvidacija u logoru Jasenovac koju je moguće kronološki locirati i strukturirati. Toga dana je ubijeno 26 logoraša iz desetak mjesta širom Hrvatske i Bosne i Hercegovine. Objavljeni su poimenični podaci za najveći broj ovih lica.[348]

- 26. – 27. listopada 1941: Transport dvije željezničke kompozicije Židova iz Sarajeva u logor Jasenovac. U dostupnoj literaturi navodi se broj od 1.400 transportiranih lica.[349]

- 27. listopada 1941: Strijeljanje 33 komunista i aktivista NOP-a iz Petrovaradina i manjim dijelom iz Srijemske Mitrovice, na Dudiku u Vukovaru. Među strijeljanima bilo je 16 Hrvata, 12 Srba, 2 Nijemca, po 1 Mađar, Slovak i Rus. Strijeljana lica uhićena su 29. – 30. rujna u Petrovaradinu, kada je uhićeno 43 lica, među kojima i 3 časnika i 3 podčasnika Hrvatskog domobranstva koji su bili aktivni suradnici NOP-a. Najodgovorniji za ovaj zločin bili su predstavnici represivnog aparata iz Vukovara: Josip Rukavina, Otmar Šild i Stjepan Blažeković. Objavljeni su poimenični podaci o stradalima.[350]

- 30. listopada 1941: Transport preostalih židovskih muškaraca iz Visokog u logor Jasenovac. U korištenoj literaturi ne navodi se broj uhićenih i transportiranih lica. Prethodno, 1. kolovoza 1941., uhićeno je najmanje 16 židovskih muškaraca u gradu (oni su ubrzo postali žrtve logora u Jadovnom). Židovske žene i djeca iz Visokog internirani su u logore u veljači 1942. Od predratnih 199 visočkih Židova, rat je preživjelo samo 18 osoba.[351]

## Studeni
- 4. studenog 1941: S područja kotara Bosanska Gradiška (mjesta: Romanovci, Turjak, Rogolji, Mašići, Maglajani, Laminci, Bosanska Gradiška i druga) u logor Jasenovac upućeno 41 lice različitih nacionalnosti, kao simpatizeri Narodnooslobodilačkog pokreta. Obajvljena su imena ovih osoba.[352]

- 4. studenog 1941: S područja kotara Žepče u logor Jasenovac upućeno 26 Židova.[353]

- 10. – 12. studenog 1941: Prema podacima oružništva NDH, prilikom ustaško-domobranskog upada u sela Malešići, Donja Bioča, Gornja Bioča, pokraj Ilijaša, ubijeno je oko 100 muškaraca, žena i djece i zapaljeno oko 30 kuća, dok su sela opljačkana.[354]

- 11. studenog 1941: Uhićeno 26 aktivista i saradnika NOP-a u Zagrebu. U izvoru se ne govori o njihovoj daljnjoj sudbini.[355]

- 14. studenog 1941: Jedan od masovnih zločina u logoru Jasenovac, koji je moguće hronološki locirati. Prema sjećanju preživjelih logoraša, 14. novembra 1941. ubijeno je, uz prethodnu torturu, 77 zatočenika.[356]

- 16. studenog 1941: Iz Sarajeva upućeno u logor Jasenovac 116 lica različitih nacionalnosti (Srbi, Hrvati, Židovi, Bošnjaci, Nijemci). Od ovog broja 108 je uhićeno "radi komunizma".[357]

- 16. – 17. studenog 1941: Transport veće grupe Židova iz Sarajeva u logor Jasenovac. U dostupnoj literaturi spominje se broj od 3.000 transportiranih lica.[349][358]

- 18. – 19. studenog 1941: Stradanje srpskog stanovništva u kotaru Glina. Prema izvještaju 1. oružničke pukovnije, ustaše iz sela Maja su u Dragotini 18. studenog ubili 20 stanovnika i spalili 5 kuća. Sutradan, ustaše pristigli iz Zagreba, Petrinje i Gline, u okviru napada na teritorij pod kontrolom lokalnih partizana izvršili su napad na veći broj sela istočno i jugoistočno od Gline. U Dragotini "poubijan je sav narod nađen kod kuća, ali se broj pobijenih ne zna", pri čemu je u selu zapaljeno oko 100 kuća, a selo je prethodno opljačkano. Ustaše su također zapalili 20 kuća u Donjem Klasniću, 4 kuće u Gornjem Klasniću, 13 kuća u Bijelim Vodama, 20 kuća u Banskom Grabovcu, 53 kuće u Šušnjaru i nekoliko kuća u Velikom Gradcu i Malom Gradcu. Prema ovom izvoru, ustaše su u ovim selima ubili oko 150 osoba, "među kojima ima i mnogo djece". Izvor navodi konkretne podatke samo za selo Šušnjar: ubijeno 69 stanovnika svih uzrasta i oba spola, od čega je 57 zaklano, a 12 spaljeno.[359]

- 19. studenog 1941: Strijeljanje 7 partizana u Zagrebu, zarobljenih na području Jastrebarskog, među kojima su 3 bili hrvatskog, 3 židovskog i 1 srpskog podrijetla.[360]

- 20. studenog 1941: Prema podacima oružništva NDH, ustaše su u selu Njemanica pokraj Sarajeva ubili oko 35 muškaraca, žena, djece i staraca.[361]

- 25. – 26. studenog 1941: Prema podacima oružništva NDH, ustaše su u selu Jablanica pokraj Bosanske Gradiške ubili oko 170 Srba iz sela Miloševo Brdo, Sovjak i Jablanica. Većina ubijenih bili su iz sela Miloševo Brdo i Sovjak.[362] Prema drugom izvoru oružništva NDH, ustaše su 25. rujna pokupili oko 57 osoba iz Sovjaka i 50 osoba iz Miloševa Brda ("većinom dječaka od 12 do 15 godina") i 26. rujna ih strijeljali i poklali u Jablanici. U ovom izvještaju se spominje da su ustaše prethodnog dana, 25. rujna, u Miloševom Brdu pohvatali još 20 stanovnika i da su i njih ubili u Jablanici, bez navođenja datuma stradanja. U Jablanici je u ovim okolnostima ubijeno i 7 stanovnika susjednih sela Orahova, Bistrica i Trebovljani.[363]

- kraj studenog 1941: Transport veće grupe Židovki s djecom iz Sarajeva u logor Loborgrad. U dostupnoj literaturi spominje se broj od 1.200 transportiranih žena i djece. S obzirom na to da je logor u Loborgradu bio prenatrpan odlučeno je da transport iz Sarajeva bude vraćen natrag. Po dolasku u Sarajevo zatočenice i djeca boravili su 8 dana u zatvorenim vagonima, bez hrane i mogućnosti da se ogriju, da bi zatim bili smješteni u sarajevskoj sinagogi, također u vrlo neprikladnom prostoru. U siječnju 1942., ovaj transport bio je otpremljen za logor Stara Gradiška, gdje su zatočenici iz Sarajeva ubijeni.[349]

## Prosinac
- 5. prosinca: Prema podacima oružništva NDH, ustaše iz Slavonske Požege ubile su 12 stanovnika sela, Šeovica Kamenska, pokraj Slavonske Požege. Zločin se dogodio nešto prije ovog datuma.[364]
- 8. prosinca.: Dogodio se jedan od masovnih zločina u logoru Jasenovac koji je moguće kronološki locirati. Prema sjećanju preživjelih toga dana je u logoru ubijeno oko 85-95 srpskih zatočenika.[365]
- 10. – 17. prosinca: Pokolj nad Židovima u Brčkom. 10. prosinca,  ustaše su izvršile ubojstva oko 150 domicilnih brčanskih Židova, uključujući istrijebljenje čitavih obitelji, bez obzira na starost i spol. Zločin je izvršen na mostu na Savi, između Brčkog i Gunje, gdje su žrtve ubijane klanjem i tupim predmetima. U Brčkom je boravilo oko 147 židovskih izbjeglica iz središnje Europe. Njih su ustaše ubile 16. prosinca na lokalnom pravoslavnom groblju. Najodgovorniji za sprovođenje zločina bio je ustaški kotarski predstojnik Vjećeslav Montani.[366][367]
- 12. prosinca: Masovan zločin u logoru Jasenovac. Prema sjećanju preživjelih toga dana je u logoru ubijeno oko 86 srpskih zatočenika.[368]
- 15. prosinca: Masovnan zločin u logoru Jasenovac. Prema sjećanju preživjelih toga dana je u logoru ubijeno oko 80 srpskih zatočenika, seljaka iz okolice Sarajeva, koji su istog dana internirani u logoru.[368]
- 20. prosinca: Ustaški bojnik, Ljubo Miloš, u logoru Jasenovac ubio je 26 zatočenika (21 srpske i 5 židovske nacionalnosti).[369]
- 20. prosinca: Uhićenje sestara, Zdenke i Rajke Baković, komunistkinja, u Zagrebu. Obje su brutalno mučene u ustaškom zatvoru. Zdenka Baković je izvršila samoubojstvo 25. prosinca 1941., a Rajka Baković podlegla je ubijena 29. prosinca iste godine.[370]

- 21. prosinca: Strijeljanje 15 članova i simpatizera KPH/KPJ u Bjelovaru, različitih nacionalnosti (6 Hrvata, 6 Srba, 2 Židova i 1 Bošnjak).[371]
- 21. prosinca: Ubojstvo 471 stanovnika Dugog Sela (naselje Vrginmost) u vrijeme ustaško-domobranske ofanzive na slobodnu teritoriju Korduna. Ogromna većina ubijenih bili su žene i djeca. Među ubijenima bilo je 180 djece (mlađa od 16 godina). Većina žrtava ubijena je u šumi Brezija pokraj Lasinje. Selo je u potpunosti spaljeno. U selu je tijekom rata stradalo 516 žrtava fašističkog terora, pri čemu su svi pobijeni od strane ustaša. Objavljeni su podaci o stradalima.[372][373]

Ubojstvo 18 stanovnika Ostrožina u vrijeme ustaško-domobranskog napada na slobodni teritorij Korduna. Jedan dio stradalih ubijen je u selu, dok su ostali ubijeni u šumi Brezija. Selo je u potpunosti spaljeno. Veća stradanja stanovništva osjetili su partizanski otpor i evakuacija stanovnika prema Petrovoj gori. Objavljen je poimenični popis stradalih.
- 21. – 31. prosinca: Ubojstvo 68 stanovnika sela Stipan (kotar Vrginmost) u vrijeme ustaško-domobranskog napada. Većina ubijenih bili su žene i djeca (19 maloljetnika). Oko polovine žrtava ubijeno je 21. prosinca u samom selu, ali i u šumi Brezija, dok su drugi ubijeni 31. prosinca u Rakovom Potoku. Selo je u potpunosti spaljeno. Objavljen je poimenični popis stradalih.[376]
- 22. prosinca: Ubojstvo 100 stanovnika sela Trepča (kotar Vrginmost) u vrijeme ustaško-domobranske ofanzive na slobodnu teritoriju Korduna. Većina ubijenih bili su žene i djeca. Među ubijenima bilo je 33 djece. Većina žrtava ubijena je u selu koje je spaljeno. Objavljen je poimenični popis stradalih.[377]

Ubojstvo 13 stanovnika sela Šljivovac (naselje Vrginmost) za vrijeme ustaško-domobranskog napada. Objavljen je poimenični popis stradalih.
- 22. – 23. prosinca: Zločin ustaške Crne legije nad srpskim stanovništvom u okolici Konjica. U literaturi se spominju podaci o ubojstvu 12 žena i djece iz Donjeg Sela i Viništa, koji su masakrirani 22. prosinca, ali se ovi podaci ne čine konačnim. Također, u literaturi se navodi da su ustaše koje su počinile zločin pristigle iz Sarajeva te da su bili pod komandom Jure Francetića, Rafaela Bobana i Franje Sudara. Za Sudara se navodi da je osobno ubio trojicu željezničara u Donjem Selu. Sutradan, 23. prosinca, pripadnici Crne legije izvršili su pokolj nad 15 stanovnika sela Čelebić. Većina ubijenih u Čelebiću bili su djeca. Broj stradalih bio bi veći da se stanovništvo Čelebića nije sklonilo u selo Ibdor.[380]
- 23. – 25. prosinca: Deportacija 14 zatočenika ustaškog zatvora u Zagrebu u Logor Jasenovac. U izvoru nisu navedeni podaci o strukturi deportiraca.[381]

Uhićenje 74 srpska muškaraca u Pakracu, Lipiku i okolnim selima izvršeno je u noći 23. prosinca. Uhićenici su deportirani u logor Jasenovac 24. prosinca. Već 25. prosinca ubijeno je između 27 i 32 novopristigla zatočenika iz Pakraca i okolnih sela. Objavljena su imena dijela ubijenih. Zločin je izvršio Ljubo Miloš zajedno s drugim ustašama iz logora. Ostali su većino bili ubijeni tijekom 1942.
Ubojstvo 31 srpskog stanovnika sela Banski Moravci pokraj Lasinje (naselje Vrginmost) u vrijeme napada na slobodni teritorij Korduna. Među ubijenima bilo je 15 djece. Objavljen je poimenični popis stradalih.
- 27. prosinca: Ubojstvo 11 stanovnika sela Gornja Trstenica kod Vrginmosta, od strane ustaša, za vrijeme napada na slobodni teritorij Korduna. Objavljen je poimenični popis stradalih.[384][385]

Ubojstvo 17 stanovnika sela Golinja kod Vrginmosta, od strane ustaša, u vrijeme napada na slobodni teritorij Korduna. Zločin je izvršen u selu. Objavljen je poimenični popis stradalih.
- 28. prosinca: Ubojstvo 11 stanovnika sela Bović (kotar Vrginmost) u vrijeme ustaško-domobranskog napada na slobodni teritorij Korduna. Među ubijenima bilo je šestero djece. Selo je opljačkano i spaljeno. Objavljen je poimenični popis stradalih.[387][388]

Ubojstvo 17 stanovnika sela Kozarac (kotar Vrginmost) u vrijeme ustaško-domobranske ofanzive na slobodnu teritoriju Korduna. Među ubijenima bilo je 5 djece. Selo je opljačkano i spaljeno. Objavljen je poimenični popis stradalih.
- 28. – 29. prosinca: Stradanje srpskog stanovništva u selima Gornji Vrhovci, Kantrovci i Grđevica, pokraj Slavonske Požege. Zločin je izvršen u selu Gornji Vrhovci. Pobijeno je oko 99 stanovnika, od čega 29 stanovnika Gornjih Vrhovaca. Većina kuća u ovim selima je spaljena.[389][390]

Stradanje srpskog stanovništva u selima između Foče i Sutjeske: Suha, Tjentište, Mrkalji, Popov Most, Ćurevo, Ljubina. Ustaški izvori spominju ubojstvo "113 četnika i komunista" na ovom području, ali većina stradalih bili su civili, uključujući žene i djecu. Zločin su počinile ustaše iz Gornjeg Borča.
Iz zatvora u Banjoj Luci u logor Jasenovac zarobljeno 55 talaca iz neimenovanog mjesta (vjerojatno Banja Luka) i nepoznat broj uhićenih stanovnika sela, Sitnica, pokraj Ključa, i sela Maglajani.
Iz Travnika su u logor Jasenovac zarobljena 44 Židova.
- 30. prosinca: Stradanje stanovnika sela Prkos pokraj Lasinje na Kordunu u ustaško-domobranskom napadu, iako se selo nije nalazilo u okviru slobodnog partizanskog teritorija. U napadu na slobodan teritorij Korduna, ustaše su ubile najmanje 428 stanovnika Prkosa, srpske nacionalnosti. Od ovog broja bilo je 244 maloljetnika (192 mlađih od 14 godina). Odrasli muški stanovnici Prkosa, njih oko 130, uspjeli su pobjeći. Njihove žene, djeca i roditelji ostali su u selu jer su vjerovali da će biti pošteđeni. Seljani su pohvatani 21. prosinca, a likvidirani su deset dana kasnije. Partizanski otpor je omogućio većem dijelu stanovnika Stipana, Bovića, Čremušnice, Trstenice, Slavskog Polja i Kozarca da izbjegne privođenje i ubijanje od strane ustaško-domobranskih snaga. Objavljeni su poimenični podaci o stradalim stanovnicima Prkosa.[393][394][395][396]

Ubojstvo 48 stanovnika romskog sela, Novo Selo, pokraj Lasinje u vrijeme ustaško-domobranske ofanzive na slobodnu teritoriju Korduna. Zločin je izvršen u Rakovom Potoku. Objavljeni su poimenični podaci o stradalima.
- 31. prosinca: Ubojstvo 47 stanovnika Lasinje u vrijeme ustaško-domobranske ofanzive na slobodnu teritoriju Korduna. Većina ubijenih bili su romske nacionalnosti. Ostale žrtve bile su srpske i hrvatske nacionalnosti. Zločin je izvršen u Rakovom Potoku. Objavljeni su poimenični podaci o stradalima.[399][400]

Ubojstvo 21 romskog stanovnika sela Desno Sredičko, pokraj Lasinje (naselje Vrginmost). Zločin je izvršen u Rakovom Potoku. Objavljen je poimenični popis stradalih.

## Povezano
- Ustaški zločini u Drugom svjetskom ratu
- Kronologija ustaških zločina 1942.
- Kronologija ustaških zločina 1943.
- Kronologija ustaških zločina 1944.
- Kronologija ustaških zločina 1945.
- Narodnooslobodilačka borba Jugoslavije